# Copa do Mundo FIFA
A Copa do Mundo da FIFA (português brasileiro) ou Campeonato Mundial de Futebol da FIFA (português europeu), popularmente conhecida como Copa ou Mundial, é uma competição internacional de futebol entre seleções masculinas organizada pela Fédération Internationale de Football Association (FIFA). Ocorre a cada quatro anos, com exceção de 1942 e 1946, quando não aconteceu devido à Segunda Guerra Mundial. Instituída em 1928, sob a liderança do então presidente da FIFA, Jules Rimet, está aberta a todas as federações reconhecidas pela FIFA. A primeira edição ocorreu em 1930 no Uruguai, escolhido como país-sede e cuja seleção saiu vencedora.
Com exceção da Copa do Mundo de 1934 e 1938, o torneio sempre foi realizado em duas fases. Organizada pelas confederações continentais, as Eliminatórias da Copa do Mundo permitem que as melhores seleções de cada continente participem da competição, que ocorre em um ou mais países-sede. O formato atual da Copa do Mundo é com trinta e duas equipes nacionais por um período de cerca de um mês. A partir da edição de 2026, o torneio contará com a participação de 48 equipes.
Apenas oito países foram campeões mundiais até hoje. O Brasil, a única seleção a ter jogado todas as edições da competição, é o maior campeão isolado, com cinco títulos. Estes foram conquistados em 1958, 1962, 1970, 1994 e 2002. É também o único proprietário permanente da Taça Jules Rimet (posta em jogo em 1930) e ganha em definitivo pelo país que vencesse pela terceira vez o campeonato, o que se deu na competição em 1970, com Pelé, o único jogador tricampeão mundial da história. A Seleção Brasileira é seguida pela Itália (1934, 1938, 1982 e 2006) e Alemanha (1954, 1974, 1990 e 2014) com quatro troféus cada uma. A Argentina é tricampeã, ganhando em (1978, 1986 e 2022), e é a atual vencedora, enquanto que a equipe que venceu a primeira edição, o Uruguai, conquistou duas vezes, em (1930 e 1950), assim como a França (1998 e 2018). Finalmente, a Inglaterra (1966) e a Espanha (2010) ganharam uma Copa do Mundo cada uma. O Uruguai (1930), a Itália (1934), a Inglaterra (1966), a Alemanha (1974), a Argentina (1978) e a França (1998) conseguiram vencer ao menos uma edição em casa. Os únicos países que ganharam fora de seus continentes são o Brasil (na Europa em 1958 e na Ásia em 2002), a Espanha (na África em 2010), a Alemanha (na América em 2014) e a Argentina (na Ásia em 2022).
A Copa do Mundo é o evento esportivo mais assistido e prestigiado em todo o mundo, ultrapassando até mesmo os Jogos Olímpicos, que era principal competição mundial. Economicamente, a competição tem efeitos positivos sobre o crescimento de certos setores e para o desenvolvimento do país que sedia. Instalações desportivas, incluindo os estádios, são construídos ou reformados para a ocasião. Estradas, aeroportos, hotéis e infraestrutura de um modo geral também são melhorados para receber a competição. Entretanto, um país em desenvolvimento pode sofrer mais que o esperado para organizar um Mundial.
A Copa do Mundo tem aspectos políticos. Enquanto pode transmitir os valores da paz e universalismo, a competição pode ser também a ocasião de brigas generalizadas e violência em torno das partidas, ou até mesmo desencadear uma guerra entre países. Há várias adversidades para se organizar um Mundial. O evento também está presente na cultura popular, em vários filmes e documentários, e é uma oportunidade para criar canções ou hinos. Jogos eletrônicos e álbuns de figurinhas dos futebolistas, por exemplo, são colocados à venda antes da Copa do Mundo e geram uma excelente oportunidade econômica e lucrativa.

## Histórico

### Antecedentes

Troféu do British Home Championship, o primeiro torneio internacional de futebol.

A primeira partida internacional de futebol foi um amistoso disputado em Glasgow no ano de 1872, entre Escócia e Inglaterra, terminou empatada em de 0-0. O primeiro torneio internacional, o British Home Championship, ocorreu em 1884. Com o aumento da popularidade do futebol em diversos países do mundo no início do século XX, o futebol foi incluído no plano esportivo dos Jogos Olímpicos de Verão de 1900, em Paris, e 1904, em Saint Louis, como esporte de demonstração, e por isso não foram concedidas medalhas.[carece de fontes?]
Depois que a Federação Internacional de Futebol (FIFA) foi fundada em 1904, houve uma tentativa de organizar um torneio internacional na Suíça em 1906, porém a própria FIFA descreveu esta tentativa como um "fracasso". O futebol veio a ser reconhecido oficialmente pelo Comitê Olímpico Internacional (COI) nos Jogos Olímpicos de Verão de 1908 em Londres, apesar de já ter sido disputado nos Jogos Olímpicos Intercalados de 1906 em Atenas, edição não é reconhecida pelo COI. Planejado pela The Football Association (FA), a entidade que rege o futebol na Inglaterra, o evento era apenas para jogadores amadores. A Grã-Bretanha (representada pela seleção nacional de futebol amador da Inglaterra) conquistou as medalhas de ouro nesta edição e na seguinte, em 1912 na cidade de Estocolmo.
Já que as Olimpíadas continuavam a ser disputadas por equipes amadoras, o empresário Thomas Lipton organizou o Troféu Sir Thomas Lipton, disputado em Turim no ano de 1909. Esta competição foi disputada por clubes individuais, cada qual representando sua nação. Muitas vezes a competição é referida como "Pré-Copa do Mundo", e foi disputada por equipes que representaram Alemanha, Itália e Suíça, porém a FA recusou-se a encaminhar uma equipe que representasse a Inglaterra. Lipton então convidou o West Auckland Town FC, uma equipe amadora do Condado de Durham para representar a Inglaterra. O West Auckland venceu as duas edições do torneio, em 1909 e 1911.
Em 1914, a FIFA concordou em reconhecer o torneio olímpico como "Campeonato Mundial Amador de Futebol" e assumiu a responsabilidade pela gestão do evento. Isto pavimentou o caminho para a primeira competição de futebol intercontinental do mundo, nos Jogos Olímpicos de Verão de 1920, disputada pelo Egito e outras 13 equipas europeias, sendo vencida pela Bélgica. O Uruguai venceu os dois torneios olímpicos de futebol seguintes, em 1924 e 1928.

### Antes da Segunda Guerra

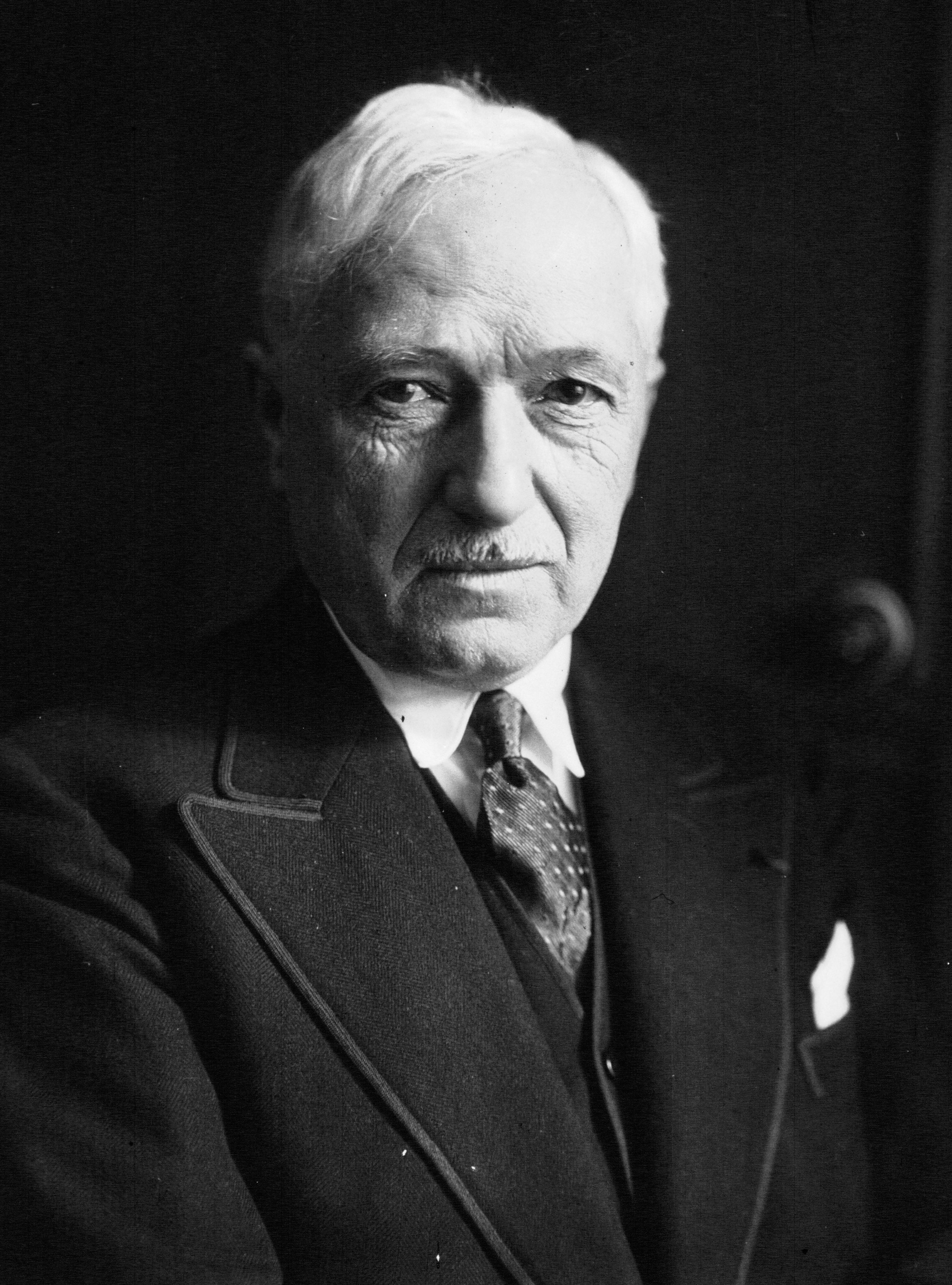
Jules Rimet, presidente da FIFA, convenceu as confederações a organizar um torneio intercontinental.

Devido ao sucesso dos torneios olímpicos de futebol, a FIFA, liderada pelo seu presidente Jules Rimet, novamente começou a organizar seu próprio torneio internacional fora das Olimpíadas. Em 28 de maio de 1928, o Congresso da FIFA em Amsterdã decidiu realizar um campeonato mundial. Por ser o então bicampeão olímpico de futebol e comemorando o centenário de sua independência em 1930, a FIFA nomeou o Uruguai como país-sede da primeira Copa do Mundo.
Diversas associações nacionais foram convidadas a participar, porém a escolha do Uruguai como sede da competição significou uma longa e custosa viagem pelo Oceano Atlântico para as equipes europeias. De fato, nenhum país europeu se comprometeu a enviar uma equipe até dois meses antes do início da competição. Rimet convenceu as seleções da Bélgica, França, Romênia e Iugoslávia a fazer a viagem. No total, 13 nações participaram, sendo sete da América do Sul, quatro da Europa e duas da América do Norte.

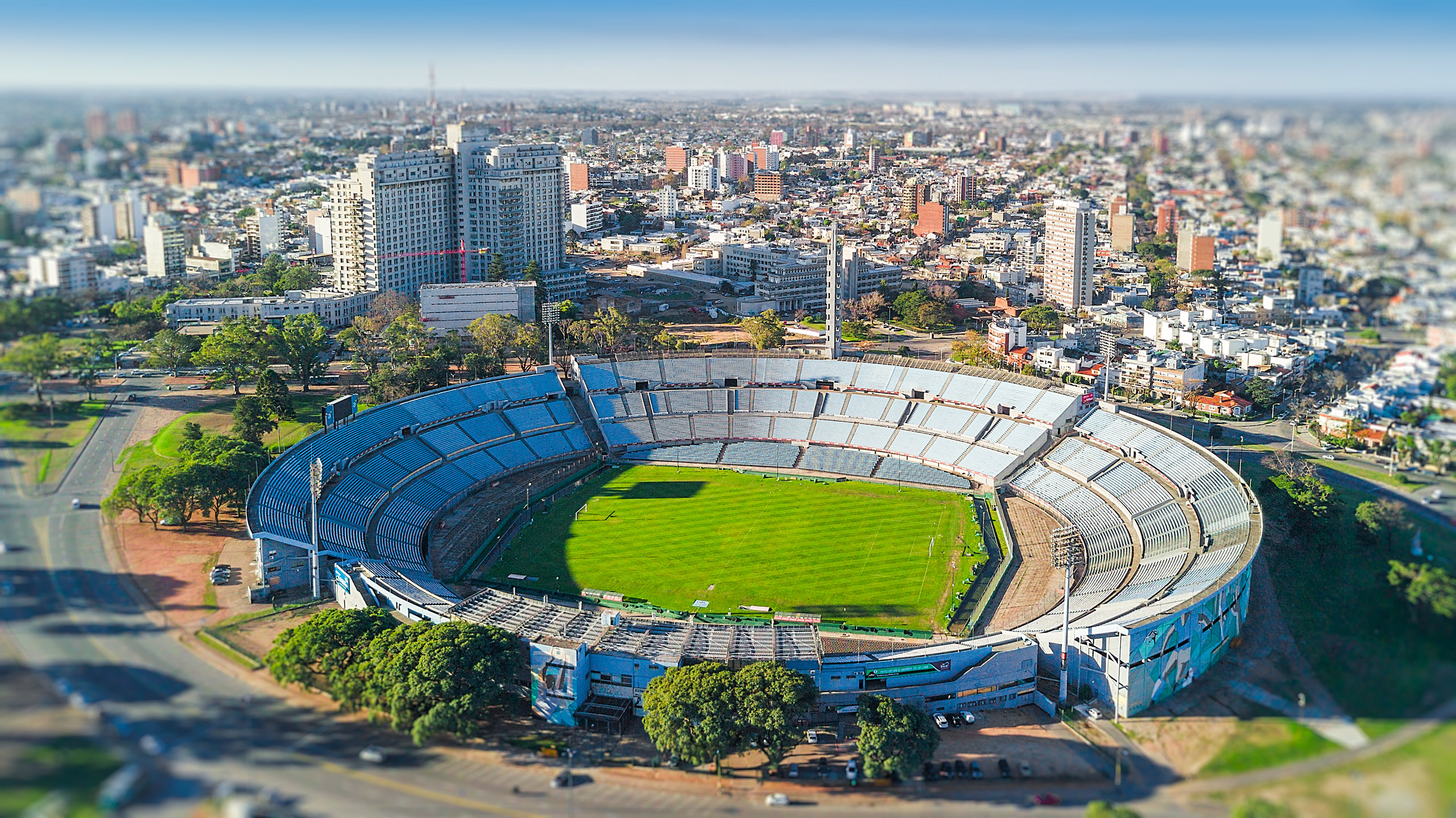
Estádio Centenário em Montevidéu, sede da primeira final de Copa do Mundo em 1930.

Os dois primeiros jogos da Copa do Mundo aconteceram simultaneamente em 13 de julho de 1930, e foram vencidos pela França e pelos Estados Unidos, que derrotaram o México por 4–1 e a Bélgica por 3–0, respectivamente. O primeiro gol na história da Copa do Mundo foi marcado por Lucien Laurent, da França. Na final, o Uruguai derrotou a Argentina por 4–2 na frente de quase 93 mil pessoas em Montevidéu e se tornou a primeira seleção a vencer a Copa do Mundo. Após a criação da Copa do Mundo, a FIFA e o COI discordaram sobre o status de jogadores amadores e, assim, o futebol foi retirado dos Jogos Olímpicos de Verão de 1932, retornando nos Jogos Olímpicos de Verão de 1936, porém ofuscado pela mais prestigiada Copa do Mundo.
Os problemas enfrentados pelos primeiros torneios da Copa do Mundo foram as dificuldades de viagens intercontinentais e conflitos armados. Poucas equipes sul-americanas estavam dispostas a viajar para a Europa na Copa do Mundo FIFA de 1934 e apenas as seleções do Brasil e Cuba participaram da edição de 1938. O Brasil foi a única seleção sul-americana a disputas ambas as edições. As edições de 1942 e 1946 foram canceladas devido à Segunda Guerra Mundial e suas consequências.
No entanto, apesar de não ter tido o torneio durante o período de guerra, a Alemanha convocou a Suécia para uma final não-oficial da Copa do Mundo, em 1942. Hitler queria promover o confronto a fim de testar seus jogadores contra a melhor seleção da época. Caso fossem derrotados, os atletas alemães seriam enviados à guerra.

### Após a Segunda Guerra

Jogo de abertura do Estádio do Maracanã no Rio de Janeiro, alguns dias antes do início da Copa do Mundo FIFA de 1950.

A Copa do Mundo FIFA de 1950, realizada no Brasil, foi a primeira com participação da Inglaterra, sendo que esta seleção se retirou da FIFA em 1920 pela recusa de jogar contra os países que estiveram em guerra e em protesto contra a influência estrangeira no futebol, retornando em 1946 após convite da FIFA. O Uruguai também retornou após não participar das duas edições anteriores, sagrando-se campeão novamente do torneio após vencer o Brasil por 2–1 na final, em partida que ficou conhecida como "Maracanaço".
Nas edições entre 1934 e 1978, dezesseis equipes competiram em cada torneio, exceto em 1938, quando a Áustria foi dominada pela Alemanha após a qualificação, deixando o torneio com quinze equipes; e em 1950, quando a Índia, Escócia e Turquia desistiram de participar, fazendo com que o torneio fosse disputado com treze equipes. A maioria das seleções participantes era da Europa e da América do Sul, com um pequeno número de representantes da América do Norte, África, Ásia e Oceania, que não obtiveram resultados expressivos nas edições. Até 1982, as únicas equipes de fora da Europa e da América do Sul que avançaram para a fase final foram os Estados Unidos (semifinalista em 1930), Cuba (quartas de final em 1938) Coreia do Norte (quartas de final em 1966) e o México (quartas de final em 1970).

### Expansão para 32 equipes
O torneio foi expandido para 24 equipes em 1982 e para 32 equipes em 1998, permitindo que mais seleções da África, Ásia e América do Norte participassem. Desde então, as seleções destas regiões tiveram mais sucesso, com várias avançando nas fases finais da competição, sendo o México nas quartas de final em 1986, Camarões nas quartas de final em 1990, Coreia do Sul conquistando o quarto lugar em 2002; Senegal e Estados Unidos nas quartas de final em 2002, Gana nas quartas de final em 2010,Costa Rica nas quartas de final em 2014 e Marrocos terminando com o 4° lugar em 2022 Contudo, as equipes europeias e sul-americanas possuem um nível técnico bastante superior, sendo, por exemplo, os únicos a disputar as quartas de final nas edições de 1994, 1998, 2006 e 2018, assim como equipes destes continentes foram as únicas a disputar as finais do torneio.

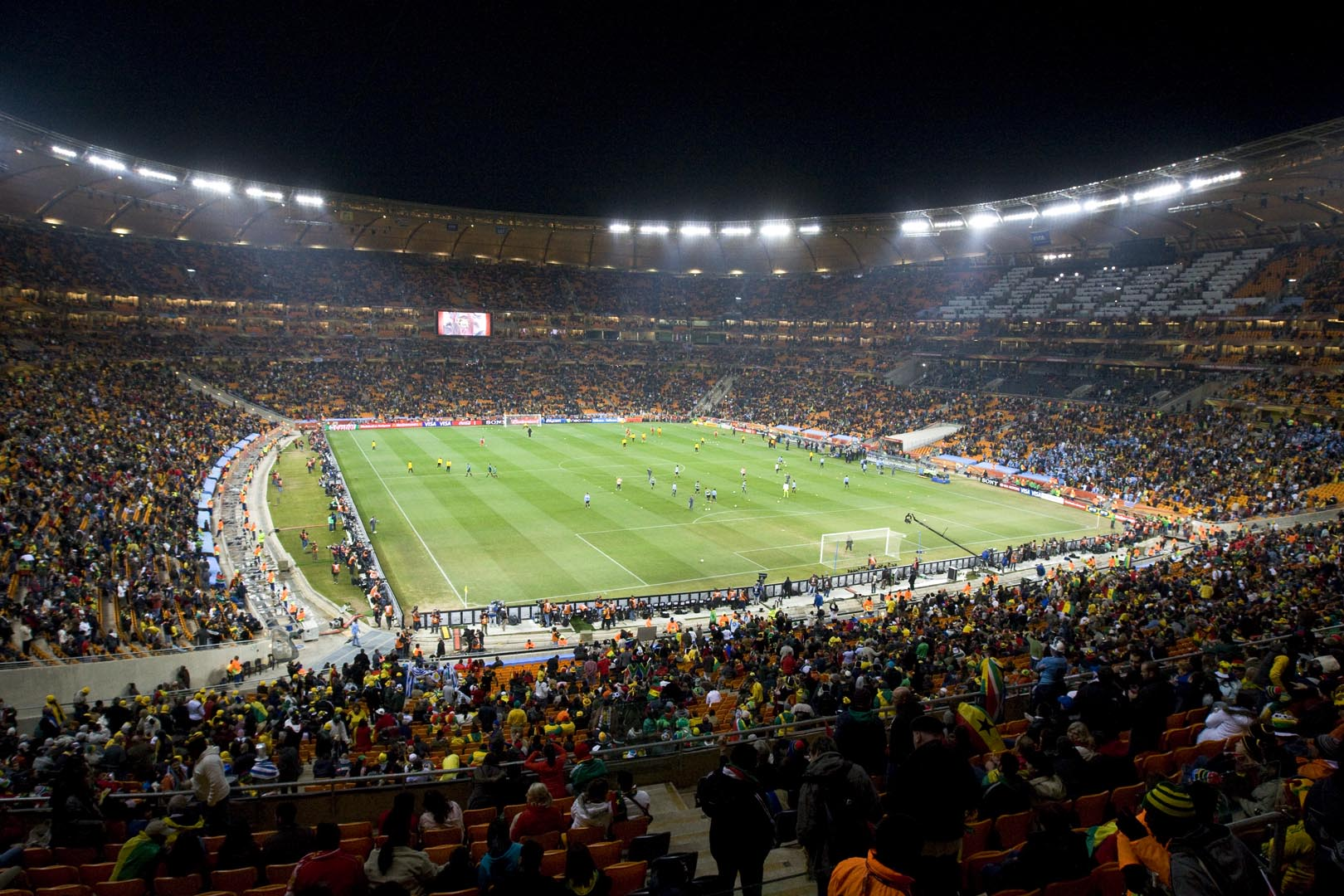
Vista do estádio Soccer City em Joanesburgo, durante partida válida pela Copa do Mundo FIFA de 2010, a primeira disputada no continente africano.

Um total de 199 equipes participaram das Eliminatórias da Copa do Mundo FIFA de 2002, diminuindo para 197 equipes nas Eliminatórias da Copa do Mundo FIFA de 2006, aumentando para 205 nas Eliminatórias da Copa do Mundo FIFA de 2010, diminuindo novamente para 203 equipes nas Eliminatórias da Copa do Mundo FIFA de 2014 aumentando para 209 equipes nas Eliminatórias da Copa do Mundo FIFA de 2018, e estabelecendo um novo recorde de 210 equipes nas Eliminatórias da Copa do Mundo FIFA de 2022.

### Expansão para 48 equipes
Em outubro de 2013, o presidente da FIFA Joseph Blatter informou que estava sendo estudada a ideia de garantir vagas separadas para a União Caribenha de Futebol no torneio. Na edição de 25 de outubro de 2013 do periódico FIFA Weekly, Blatter escreveu que: "De uma perspectiva puramente esportiva, eu gostaria de ver a globalização finalmente levada a sério, e as associações africanas e asiáticas conquistarem o status que merecem na Copa do Mundo. Não é certo que as confederações europeias e sul-americanas tenham a maioria das vagas na Copa do Mundo". Essas duas observações sugeriram aos comentaristas que Blatter poderia estar se candidatando à reeleição para a Presidência da FIFA.
Após a publicação da revista, o candidato opositor de Blatter à presidência da FIFA, o presidente da União das Associações Europeias de Futebol (UEFA) Michel Platini afirmou que pretenderia aumentar a Copa do Mundo para quarenta seleções nacionais. Platini afirmou ainda que seria atribuída mais uma vaga à UEFA, duas à Confederação Asiática de Futebol (AFC) e à Confederação Africana de Futebol (CAF), duas a serem definidas por um playoff entre a Confederação de Futebol da América do Norte, Central e Caribe (CONCACAF) e a Confederação Sul-Americana de Futebol (CONMEBOL), e uma vaga direta para a Confederação de Futebol da Oceania (OFC). Platini foi claro sobre as razões para expandir, afirmando que "[A Copa do Mundo] não se baseia na qualidade das equipes porque você não tem as 32 melhores na Copa do Mundo, mas é um bom compromisso. É uma questão política, então por que não ter mais africanos e asiáticos? A competição busca trazer pessoas de todo o mundo. Se você não dá a possibilidade de participar, elas não melhoram".
Em outubro de 2016, o presidente da FIFA Gianni Infantino, declarou seu apoio a uma Copa do Mundo de 48 equipes em 2026. Em 10 de janeiro de 2017, a FIFA confirmou que a Copa do Mundo FIFA de 2026 será disputada com 48 equipes, porém ainda não anunciou oficialmente como será feita a divisão destas vagas.

### Outros torneios da FIFA

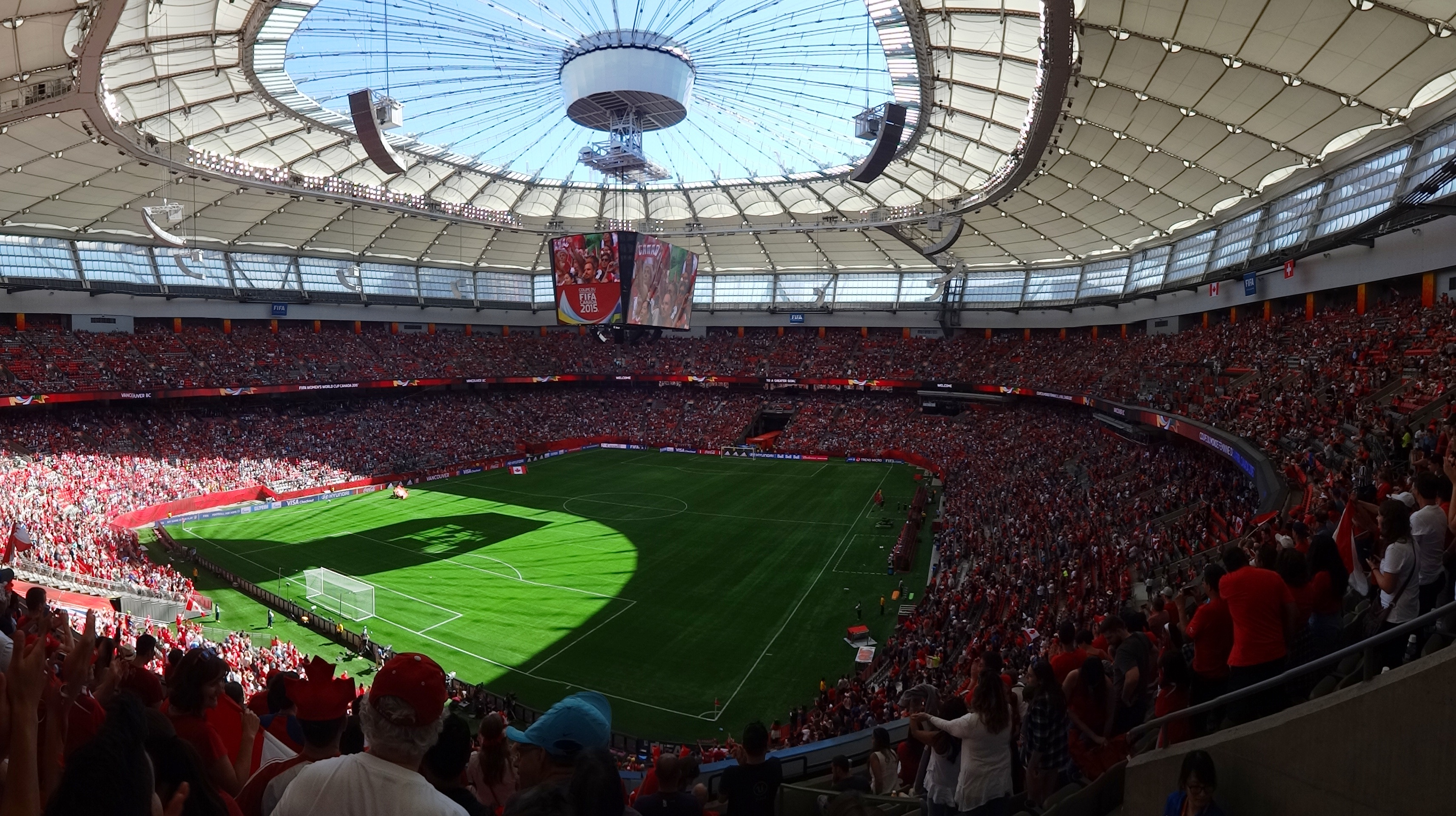
BC Place em Vancouver durante partida válida pela Copa do Mundo de Futebol Feminino de 2015.

Um torneio equivalente para o futebol feminino, a Copa do Mundo de Futebol Feminino, foi realizada pela primeira vez em 1991 na China. O torneio feminino é menor em escala e perfil do que o masculino, porém o número de participantes nas eliminatórias para o torneio de 2019 foi de 144, mais que o dobro em comparação com o torneio de 1991.
O futebol masculino foi incluído em todos os Jogos Olímpicos de Verão, exceto nas edições de 1896 e 1932. Ao contrário de outros esportes, o torneio masculino de futebol nas Olimpíadas não é disputado com seleções totalmente profissionais, mas sim com seleções sub-23. Porém, desde 1992, cada seleção poderia competir com até três jogadores profissionais. O futebol feminino foi inserido nos Jogos Olímpicos de Verão de 1996.
A Copa das Confederações FIFA foi um torneio realizado um ano antes da Copa do Mundo, no mesmo país sede, funcionando como um ensaio geral para o Mundial. Foi disputado pelos campeões dos torneios das seis confederações filiadas à FIFA (Campeonato Europeu, Copa América, Copa Ouro da CONCACAF, Copa das Nações da OFC, Copa das Nações Africanas e Copa da Ásia), juntamente com o último campeão da da Copa do Mundo e o país anfitrião. Em 2017, a competição foi realizada pela última vez.
A FIFA também organiza torneios internacionais para seleções de base (Copa do Mundo FIFA Sub-20, Copa do Mundo FIFA Sub-17, Copa do Mundo de Futebol Feminino Sub-20 e Copa do Mundo de Futebol Feminino Sub-17), clubes de futebol (Copa do Mundo de Clubes da FIFA), futebol de salão (Copa do Mundo de Futsal da FIFA e Copa Intercontinental de Futsal FIFA) e futebol de praia (Copa do Mundo de Futebol de Areia).
A Copa do Mundo de Futebol Feminino Sub-20 acontece no ano anterior a cada Copa do Mundo de Futebol Feminino e os dois torneios são organizados pelo mesmo país, servindo como um ensaio geral para o mundial, assim como a Copa das Confederações FIFA.

## Títulos

### Por seleções
| Seleção        | Títulos                           | Vices                       | 3º lugar                    | 4º lugar              |
| -------------- | --------------------------------- | --------------------------- | --------------------------- | --------------------- |
| Brasil         | 5 (1958, 1962, 1970, 1994 e 2002) | 2 (1950 e 1998)             | 2 (1938 e 1978)             | 2 (1974 e 2014)       |
| Alemanha       | 4 (1954, 1974, 1990 e 2014)       | 4 (1966, 1982, 1986 e 2002) | 4 (1934, 1970, 2006 e 2010) | 1 (1958)              |
| Itália         | 4 (1934, 1938, 1982 e 2006)       | 2 (1970 e 1994)             | 1 (1990)                    | 1 (1978)              |
| Argentina      | 3 (1978, 1986 e 2022)             | 3 (1930, 1990 e 2014)       | –                           | –                     |
| França         | 2 (1998 e 2018)                   | 2 (2006 e 2022)             | 2 (1958 e 1986)             | 1 (1982)              |
| Uruguai        | 2 (1930 e 1950)                   | –                           | –                           | 3 (1954, 1970 e 2010) |
| Inglaterra     | 1 (1966)                          | –                           | –                           | 2 (1990 e 2018)       |
| Espanha        | 1 (2010)                          | –                           | –                           | 1 (1950)              |
| Países Baixos  | –                                 | 3 (1974, 1978 e 2010)       | 1 (2014)                    | 1 (1998)              |
| Hungria        | –                                 | 2 (1938 e 1954)             | –                           | –                     |
| Tchéquia       | –                                 | 2 (1934 e 1962)             | –                           | –                     |
| Suécia         | –                                 | 1 (1958)                    | 2 (1950 e 1994)             | 1 (1938)              |
| Croácia        | –                                 | 1 (2018)                    | 2 (1998 e 2022)             | –                     |
| Polónia        | –                                 | –                           | 2 (1974 e 1982)             | –                     |
| Áustria        | –                                 | –                           | 1 (1954)                    | 1 (1934)              |
| Portugal       | –                                 | –                           | 1 (1966)                    | 1 (2006)              |
| Bélgica        | –                                 | –                           | 1 (2018)                    | 1 (1986)              |
| Estados Unidos | –                                 | –                           | 1 (1930)                    | –                     |
| Chile          | –                                 | –                           | 1 (1962)                    | –                     |
| Turquia        | –                                 | –                           | 1 (2002)                    | –                     |
| Sérvia         | –                                 | –                           | –                           | 2 (1930 e 1962)       |
| Rússia         | –                                 | –                           | –                           | 1 (1966)              |
| Bulgária       | –                                 | –                           | –                           | 1 (1994)              |
| Coreia do Sul  | –                                 | –                           | –                           | 1 (2002)              |
| Marrocos       | –                                 | –                           | –                           | 1 (2022)              |

### Por confederações
| Confederação | Títulos                                                                      | Vices | 3.º lugar | 4.º lugar                                                                                            |
| ------------ | ---------------------------------------------------------------------------- | --- | --- | --- |
| UEFA         | 12 (1934, 1938, 1954, 1966, 1974, 1982, 1990, 1998, 2006, 2010, 2014 e 2018) | 17 (1934, 1938, 1954, 1958, 1962, 1966, 1970, 1974, 1978, 1982, 1986, 1994, 2002, 2006, 2010, 2018 e 2022) | 18 (1934, 1950, 1954, 1958, 1966, 1970, 1974, 1982, 1986, 1990, 1994, 1998, 2002, 2006, 2010, 2014, 2018 e 2022) | 15 (1930, 1934, 1938, 1950, 1958, 1962, 1966, 1978, 1982, 1986, 1990, 1994, 1998, 2002, 2006 e 2018) |
| CONMEBOL     | 10 (1930, 1950, 1958, 1962, 1970, 1978, 1986, 1994, 2002 e 2022)             | 5 (1930, 1950, 1990, 1998 e 2014)                                                                          | 3 (1938, 1962 e 1978)                                                                                            | 5 (1954, 1970, 1974, 2010 e 2014)                                                                    |
| CONCACAF     | –                                                                            | – | 1 (1930) | – |
| AFC          | –                                                                            | – | – | 1 (2002)                                                                                             |
| CAF          | –                                                                            | – | – | 1 (2022)                                                                                             |

## Estatísticas e recordes

### Maiores goleadas
Estas são as onze maiores goleadas da história da Copa do Mundo:
| Nº | Time 1     | Placar | Time 2          | Estádio                           | Data           | Ano  |
| -- | ---------- | ------ | --------------- | --------------------------------- | -------------- | ---- |
| 1  | Hungria    | 10–1   | El Salvador     | Nuevo Estadio, Elche              | 15 de junho    | 1982 |
| 2  | Hungria    | 9–0    | Coreia do Sul   | Hardturm, Zurique                 | 17 de junho    | 1954 |
| 2  | Iugoslávia | 9–0    | Zaire           | Parkstadion, Gelsenkirchen        | 18 de junho    | 1974 |
| 4  | Suécia     | 8–0    | Cuba            | Stade du Fort Carré, Antibes      | 12 de junho    | 1938 |
| 4  | Uruguai    | 8–0    | Bolívia         | Independência, Belo Horizonte     | 2 de julho     | 1950 |
| 4  | Alemanha   | 8–0    | Arábia Saudita  | Sapporo Dome, Sapporo             | 1 de junho     | 2002 |
| 7  | Uruguai    | 7–0    | Escócia         | St. Jakob Stadium, Basileia       | 19 de junho    | 1954 |
| 7  | Turquia    | 7–0    | Coreia do Sul   | Charmilles Stadium, Genebra       | 20 de junho    | 1954 |
| 7  | Polónia    | 7–0    | Haiti           | Olympiastadion, Munique           | 19 de junho    | 1974 |
| 7  | Portugal   | 7–0    | Coreia do Norte | Cape Town Stadium, Cidade do Cabo | 21 de junho    | 2010 |
| 7  | Espanha    | 7–0    | Costa Rica      | Estádio Al Thumama, Doha          | 23 de novembro | 2022 |

### Países
Dois continentes historicamente dominam a Copa do Mundo: América do Sul e Europa. Eles venceram todas as edições desde sua criação em 1930. Os oito vencedores diferentes que entraram no ranking da Copa do Mundo são sul-americanos ou europeus. Além disso, entre a conquista do Brasil em 1962 e a da Itália em 2006, as seleções europeias e da América do Sul alternaram o posto de campeão a cada quatro anos, ou seja, nesse período nunca tivemos um continente ganhando duas vezes seguidas o torneio. A organização do evento começou a ocorrer em outros continentes, principalmente na América do Norte (1970, 1986 e 1994), em seguida na Ásia (2002) e finalmente na África (2010). A Copa se globalizou e a competição agora é realmente um evento universal, já que foi sediada em todos os continentes do planeta, com exceção da Oceania.

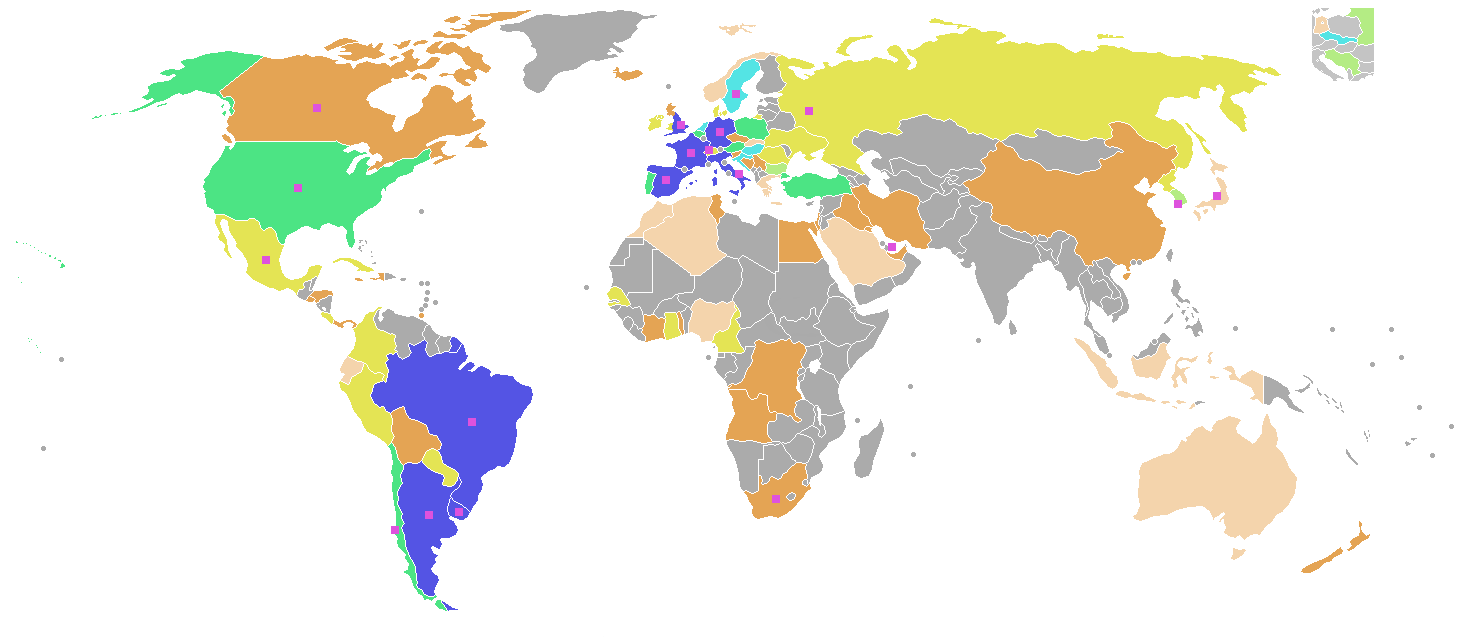
Melhor desempenho das equipes nacionais:
Campeão
Vice-campeão
Terceiro
Quarto
Quartas de final / Fase final
Oitavas de final / Segunda fase
Primeira fase
Nunca obteve classificação
País anfitrião
O mini-mapa no canto superior direito mostra os antigos países: União Soviética, Iugoslávia, Tchecoslováquia e Alemanha Oriental.

Os maiores recordes são realizados pelos países históricos da competição. A única seleção a ter participado em todas as Copas do Mundo é o Brasil, que também detém o recorde de conquistas na competição, sendo cinco vezes campeão. A equipe brasileira é a única a ter vencido duas Copas do Mundo em outro continente que não fosse o seu (em 1958 na Europa e em 2002 na Ásia). Entretanto, nas duas Copas que sediou, a seleção brasileira viu o Uruguai se sagrar campeão em 1950, e a Alemanha ser vencedora em 2014.
Brasil (em 1958 e 1962) e Itália (em 1934 e 1938) são os únicos países que já ganharam duas vezes seguidas a competição. Com apenas dois gols sofridos, França em 1998, Itália em 2006 e Espanha em 2010, foram os campeões que tiveram o melhor desempenho defensivo da história. Entretanto, a Suíça possui a melhor defesa em uma edição de Mundial, já que em 2006 foi eliminada nas oitavas de final da Copa sem sofrer nenhum gol, quando perdeu para a Ucrânia na disputa por pênaltis.
| País               | Títulos |
| ------------------ | ------- |
| Brasil             | 5       |
| Alemanha Itália    | 4       |
| Argentina          | 3       |
| França Uruguai     | 2       |
| Espanha Inglaterra | 1       |

A Alemanha é a equipe que mais jogou finais de Copa do Mundo, oito no total, sendo também a mais regular nas semifinais, com treze aparições. A Alemanha marcou vinte e cinco gols na conquista do Mundial de 1954, o que representa o melhor desempenho ofensivo de uma equipe campeã da Copa do Mundo. Nessa edição também se estabeleceu o recorde de gols de uma seleção em uma Copa: vinte e sete, pela seleção húngara.
Cinco países organizaram duas vezes a Copa do Mundo FIFA: Itália, França, México, Alemanha e Brasil. O Brasil organizou a Copa do Mundo de 1950 e de 2014. Com exceção de México e Brasil, todos ganharam a Copa do Mundo em seus domínios uma vez. Com a nomeação da América do Norte (representada pela tríplice candidatura entre México, Canadá e Estados Unidos) para sediar a Copa de 2026, o México se tornará o país que mais vezes terá sediado a Copa do Mundo.
Uruguai em 1930, Itália em 1934, Inglaterra em 1966, Alemanha em 1974, Argentina em 1978 e França em 1998 tornaram-se campeões em casa (seis vezes das dezenove edições). Três Copas do Mundo foram decididas nos pênaltis. Em 1994, Brasil e Itália se enfrentaram com vitória brasileira. Em 2006, a Itália foi para uma disputa de pênaltis novamente, desta vez com a França e com vitória italiana. Em 2022, a França voltou a disputar pênaltis em uma final com a Argentina, mas novamente perdeu na disputa.
Na qualificação para a Copa do Mundo, a Espanha foi o primeiro país a ter vencido dez jogos de dez disputados, ocorrendo nas eliminatórias para o Mundial de 2010. A seleção seguinte a conseguir o mesmo feito foi a Alemanha, oito anos depois, nas eliminatórias para o Mundial de 2018. Na qualificação para o Mundial de 1970, o Brasil ganhou seis jogos de seis disputados. Respectivamente nas eliminatórias de 1982 e 2010 da Copa, a Alemanha Ocidental e os Países Baixos ganharam oito partidas de oito disputada. Estes são os únicos casos de seleções que jogaram mais de cinco jogos em uma eliminatória e ganharam todas as partidas. Nas próprias eliminatórias, também ficou famosa a goleada de 31 a 0 da Austrália sobre a Samoa Americana, na qualificação à Copa do Mundo de 2002, no qual treze gols foram marcados por Archie Thompson, que detém o recorde de maior número de gols em uma partida internacional.
A maior goleada da Copa do Mundo foi da vitória da Hungria por 10 a 1 sobre El Salvador, pela Copa do Mundo de 1982. Nessa partida, László Kiss, que entrou no decorrer do jogo, realizou o mais rápido hat-trick da história da Copa, ao marcar nos minutos 25, 28 e 33 do segundo tempo, realizando também, o primeiro hat-trick por um jogador a entrar durante o jogo. Outros jogos também terminaram em uma vitória com margem de nove gols de diferença, quando a Iugoslávia derrotou Zaire no Mundial de 1974 por 9 a 0 e quando a Hungria goleou a Coreia do Sul na Copa de 1954 pelo mesmo placar.
Seleções que mais pontuaram ao longo da história até a Copa do Mundo FIFA de 2022
| Pos. | Seleções      | Pts | J   | V  | E  | D  | GP  | GC  | SG   |
| ---- | ------------- | --- | --- | -- | -- | -- | --- | --- | ---- |
| 1.   | Brasil        | 247 | 114 | 76 | 19 | 19 | 237 | 108 | +129 |
| 2.   | Alemanha      | 225 | 112 | 68 | 21 | 23 | 232 | 130 | +102 |
| 3.   | Argentina     | 158 | 88  | 47 | 17 | 24 | 152 | 101 | +51  |
| 4.   | Itália        | 156 | 83  | 45 | 21 | 17 | 128 | 77  | +51  |
| 5.   | França        | 131 | 73  | 39 | 14 | 20 | 136 | 85  | +51  |
| 6.   | Inglaterra    | 118 | 74  | 32 | 22 | 20 | 104 | 68  | +36  |
| 7.   | Espanha       | 110 | 67  | 31 | 17 | 19 | 108 | 75  | +33  |
| 8.   | Países Baixos | 104 | 55  | 30 | 14 | 11 | 96  | 52  | +44  |
| 9.   | Uruguai       | 88  | 59  | 25 | 13 | 21 | 89  | 76  | +13  |
| 10.  | Bélgica       | 73  | 51  | 21 | 10 | 20 | 69  | 74  | −5   |

### Jogadores

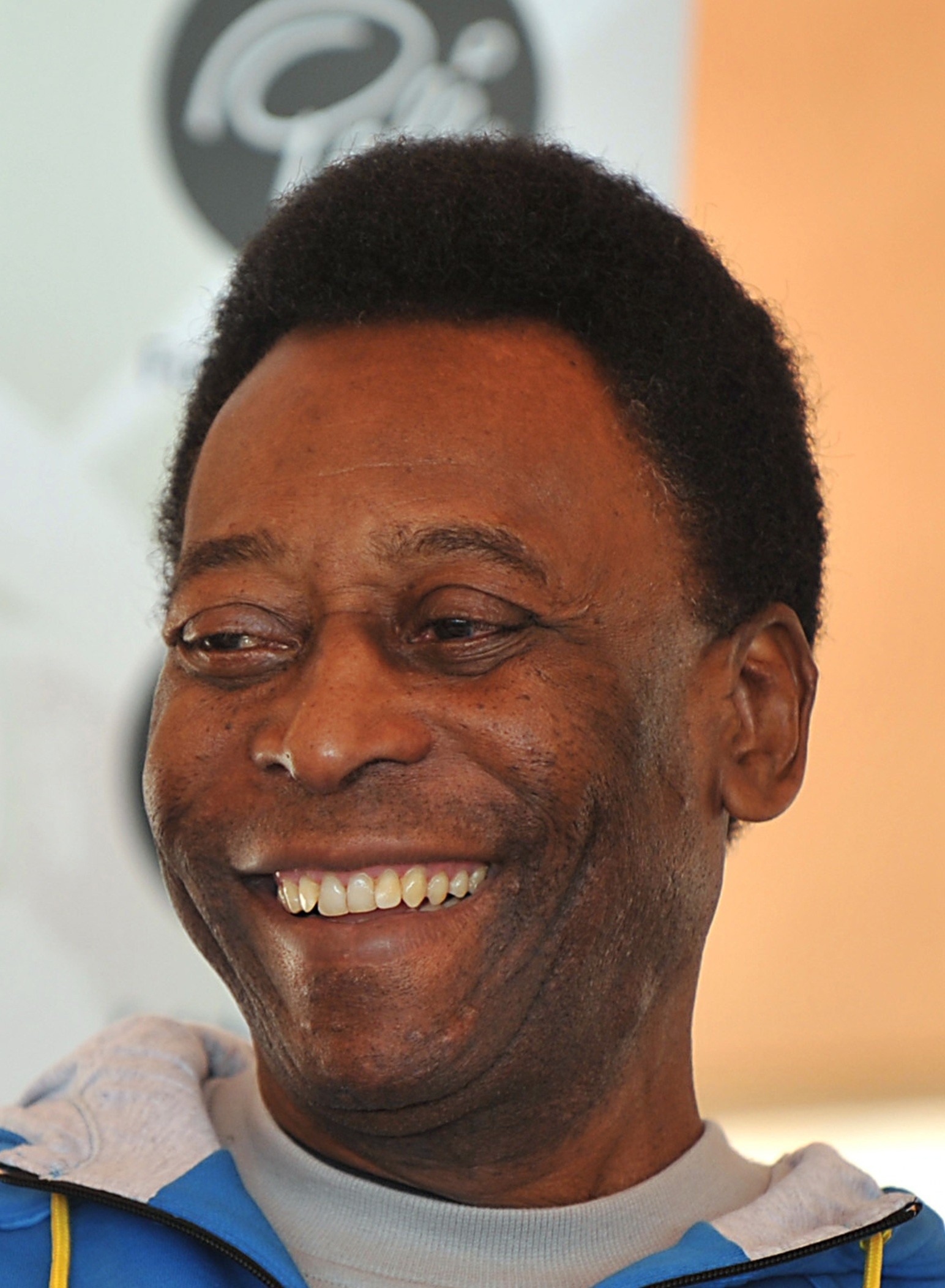
Pelé é o futebolista que mais ganhou Copas do Mundo (3).

O francês Lucien Laurent foi o primeiro jogador a marcar numa Copa do Mundo, no jogo de abertura contra o México, em 1930, no Uruguai, com uma assistência de Ernest Libérati. O milésimo gol da competição foi feito pelo neerlandês Robert Rensenbrink durante a derrota de sua seleção para a Escócia, em 1978, na Argentina.
O jogador polonês naturalizado alemão Miroslav Klose detém o recorde de gols marcados na Copa do Mundo, com 16 gols, seguido do brasileiro Ronaldo Nazário com 15 gols e o alemão Gerd Müller, que possui quatorze. O francês Just Fontaine continua a ser o maior artilheiro em uma edição única, com treze gols em 1958. Ele não marcou em mais nenhuma edição, já que disputou apenas aquele Mundial e se aposentou precocemente em 1961, com 27 anos, após sofrer uma grave lesão. O brasileiro Pelé é o quinto melhor marcador da história da Copa do Mundo, com doze gols. O russo Oleg Salenko é o maior marcador em uma única partida, com cinco gols no jogo entre Rússia e Camarões, quando sua seleção venceu os camaroneses por 6 a 1 em 1994. Durante esse jogo, outros dois recordes foram quebrados pelo camaronês Roger Milla. Ele se tornou o jogador mais velho a fazer um gol em Copas, com 42 anos e 39 dias; e também, à época, o mais velho a participar do torneio. O seu recorde só seria batido por Faryd Mondragón, guarda redes (goleiro) da seleção da Colômbia, ao jogar na partida frente ao Japão em 24 de junho de 2014, na Copa do Mundo de 2014 no Brasil, aos 43 anos e 3 dias de idade. O mais jovem a jogar foi Norman Whiteside, da Irlanda do Norte, que tinha 17 anos e 41 dias durante o primeiro jogo de sua equipe contra a Iugoslávia, na Copa do Mundo de 1982.
O jogador que mais vezes ganhou Copa do Mundo é Pelé, do Brasil, com três conquistas (1958, 1962 e 1970). Ele também é o mais jovem a marcar um gol e vencer o torneio, aos 17 anos. Em contrapartida, o goleiro italiano Dino Zoff é o atleta mais velho a vencer a competição, em 1982, com 40 anos.
Lionel Messi é o único jogador a vencer a Bola de Ouro em mais de uma edição de Copa do Mundo. O maior artilheiro e maior assistente da Seleção Argentina nesse torneio, foi eleito o melhor jogador na Copa do Mundo 2014 e na Copa do Mundo 2022.
Os jogadores Antonio Carbajal, Cristiano Ronaldo,Gianluigi Buffon, Lionel Messi e Lothar Matthäus são os únicos que jogaram em cinco edições do torneio. Messi foi o que disputou o maior número de jogos, vinte e seis, entre 2006 e 2022. O brasileiro Cafu é o único jogador a ter jogado em três finais de Copa do Mundo: vencedor em 1994, finalista em 1998 e novamente vencedor em 2002, essa última como capitão. O argentino naturalizado italiano Luis Monti, jogou duas finais por dois países diferentes. Ele perdeu em 1930 com a Argentina e ganhou em 1934 com a Itália.[carece de fontes?]
Os irmãos alemães Fritz e Ottmar Walter e os ingleses Bobby e Jack Charlton ganharam a Copa do Mundo juntos por suas seleções em 1954 e 1966, respectivamente.
Jairzinho é o único futebolista a marcar pelo menos um gol em todos os jogos de uma edição da competição. Na Copa de 1970, no México, o brasileiro deixou sua marca em todos os jogos e o Brasil venceu pela terceira vez o torneio. Lionel Messi é o único futebolista a marcar pelo menos um gol em todas as fases de uma copa do mundo em uma única edição, desde que as oitavas de final foram incluídas. Na Copa de 2022, o argentino marcou na fase de grupos, nas oitavas, nas quartas na semi e na final.
O recorde de gol mais rápido marcado numa Copa do Mundo é de Hakan Şükür, da Turquia, com 10,8 segundos após o apito inicial. Esse gol foi marcado no jogo entre Turquia e Coreia do Sul, vencido pelos turcos por 3 a 2, na disputa pelo terceiro lugar do Mundial de 2002. Na fase de qualificação para a Copa do Mundo, o gol mais rápido foi aos 8,3 segundos, feito por Davide Gualtieri de San Marino contra a Inglaterra, nas eliminatórias para a Copa de 1994.
Na edição de 1986, no México, o uruguaio José Batista foi expulso aos 56 segundos de jogo pelo árbitro francês Joël Quiniou, no jogo Uruguai vs. Escócia. Ele detém o recorde da expulsão mais rápida da história da competição.
Nas edições de 1974 e 1978 jogaram pela seleção da Holanda os irmãos gêmeos Willy van de Kerkhof e René van de Kerkhof.
Nas edições de 1994 e 1998 jogaram pela seleção da Holanda os irmãos gêmeos Frank de Boer e Ronald de Boer.

### Treinadores

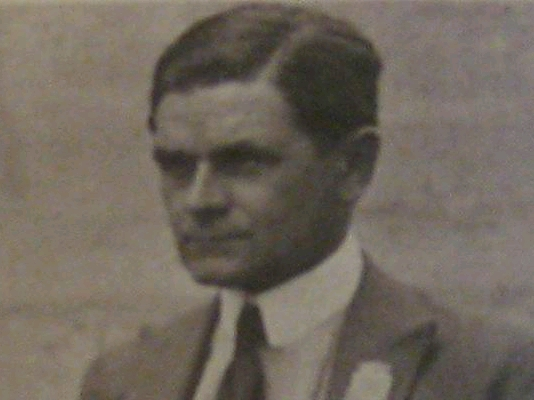
Vittorio Pozzo é o único treinador a vencer dois Mundiais.

O treinador mais bem sucedido da Copa do Mundo é Vittorio Pozzo, da Itália, com duas conquistas, sendo o único técnico a conseguir tal feito, em 1934 e em 1938. Por sua vez, o brasileiro Mário Zagallo detém o recorde de títulos da Copa em geral. Já vitorioso como jogador em 1958 e 1962, ganhou a competição como treinador em 1970 e depois como assistente técnico em 1994, totalizando quatro conquistas em três funções diferentes. Zagallo ainda treinou o Brasil em 1974 e 1998 (onde obteve um vice-campeonato) e foi assistente técnico em 2006. Foram cinco finais em sete participações em Copas do Mundo. O alemão Franz Beckenbauer foi o segundo a ganhar como jogador e treinador, vencendo como jogador em 1974 e como treinador em 1990. O francês Didier Deschamps se tornou o terceiro campeão como jogador e treinador, ao vencer em 1998 como atleta e treinar a equipe francesa no bicampeonato de 2018. Além disso Beckenbauer e Deschamps são os únicos campeões como capitão e treinador.
O técnico alemão Helmut Schön é o que mais participou de jogos em Copas do mundo, vinte e cinco. É também o que mais venceu, dezesseis.[carece de fontes?] O brasileiro Luiz Felipe Scolari, também possui dois recordes. Ele ficou invicto doze jogos na Copa do Mundo, sete com o Brasil, com quem conquistou o título em 2002 e cinco com Portugal, em 2006. Scolari ainda venceu onze jogos seguidos na competição, sendo a mais longa série de vitórias da Copa.
O brasileiro Carlos Alberto Parreira também é um treinador histórico da Copa do Mundo. Ele é o técnico recordista em participações de Mundiais, presente em seis edições do torneio. Parreira levou o Kuwait à Copa em 1982, dirigiu os Emirados Árabes Unidos no Mundial de 1990, tornou-se campeão mundial com Brasil quatro anos depois e treinou a Arábia Saudita em 1998. Ele voltou à frente da seleção brasileira em 2006, onde chegou às quartas de final, antes de se tornar treinador da África do Sul em 2010, o país anfitrião daquele Mundial. O sérvio Bora Milutinović é, ao lado de Carlos Alberto Parreira, o único treinador a participar de cinco Copas do Mundo com cinco seleções diferentes. Ele treinou o México em 1986, Costa Rica em 1990, Estados Unidos em 1994, Nigéria em 1998 e a China em 2002.
O treinador mais jovem a dirigir uma seleção no torneio é o argentino Juan José Tramutola, com 27 anos e 267 dias, quando treinou a Argentina ao lado de Francisco Olazar na Copa do Mundo de 1930. Já o mais velho é o alemão Otto Rehhagel, que aos 71 anos e 317 dias comandou a Grécia no Mundial de 2010.[carece de fontes?]

## Distinções individuais

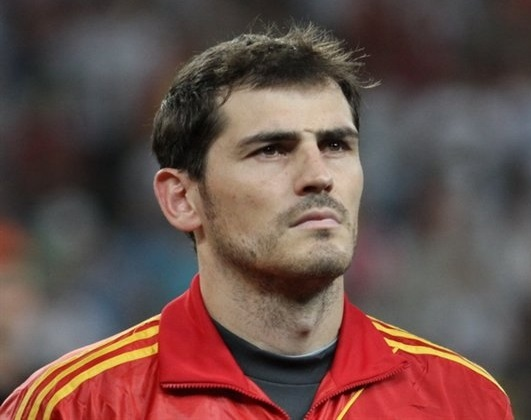
Iker Casillas foi premiado com a Luva de Ouro na Copa de 2010.

Ao final de cada Copa do Mundo, vários troféus são atribuídos aos futebolistas e equipes que se destacaram em relação aos outros. Entre 1982 e 2002, era dado um prêmio ao jogador que fazia o gol mais rápido, o recompensando com um cronômetro de ouro.[carece de fontes?]
Atualmente cinco troféus oficiais são dados aos premiados:
- A Chuteira de Ouro é concedida ao maior artilheiro, desde o Mundial de 1982;
- A Bola de Ouro é dada para o melhor jogador da Copa do Mundo, desde 1982;
- A Luva de Ouro é entregue ao melhor goleiro, desde a Copa do Mundo de 1994;
- O Prêmio de Melhor Jogador Jovem é concedido para o melhor jogador com menos de 21 anos de idade no início do ano, desde o Mundial de 2006;
- O Troféu Fair Play da FIFA é dado à equipe que demonstra o melhor espírito esportivo e melhor comportamento dentro e fora de campo, desde a Copa de 1978.

## Organização

### Escolha dos países sede

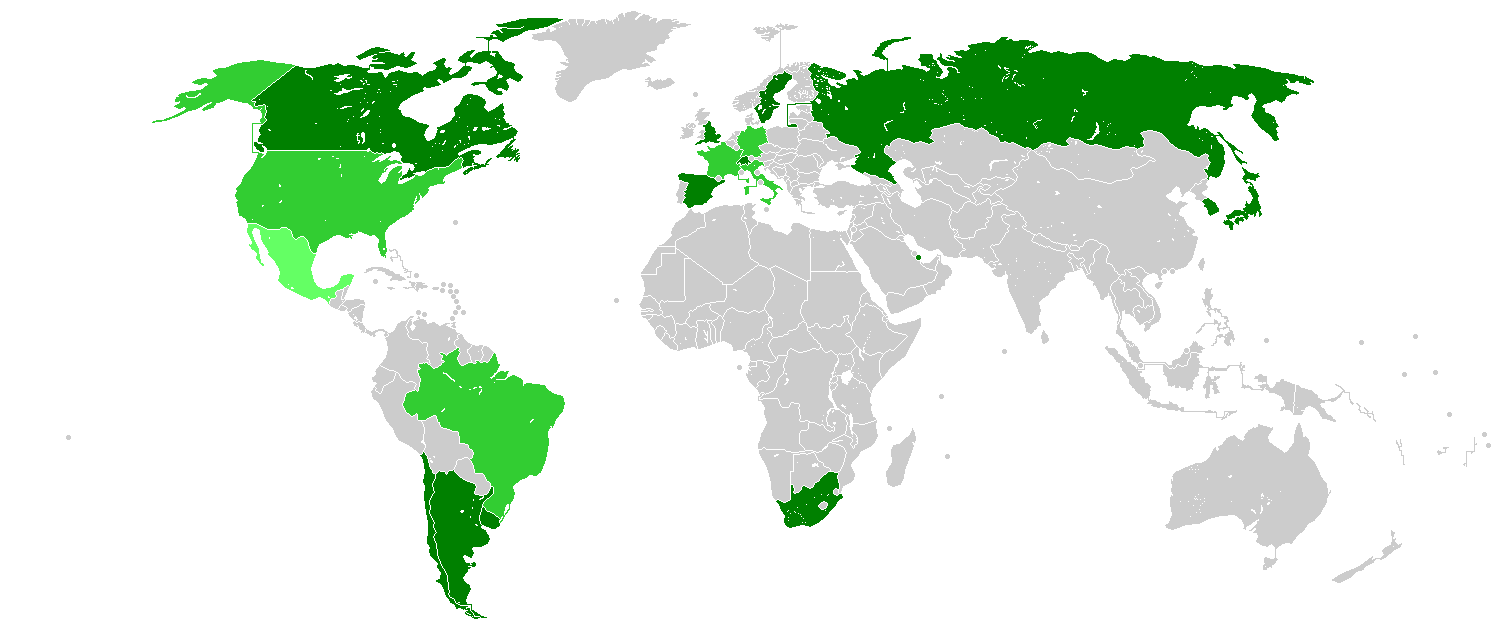
Países anfitriões da Copa do Mundo:
Uma vez
Duas vezes
Três vezes
Nunca sediou

A organização da primeira Copa do Mundo foi concedida ao Uruguai no Congresso da FIFA, em Barcelona, 18 de maio de 1929, para celebrar o centenário de sua independência, mas também porque a seleção havia sido campeã olímpica duas vezes, em 1924 e 1928.
Para a segunda edição, em 1934, a Itália se destacou como o país de acolhimento por ter as condições financeiras necessárias. A Suécia desistiu antes da oferta italiana. A nomeação, em primeiro lugar planejada para maio de 1932 no Congresso de Estocolmo, foi finalizada em dezembro para as nações responderem a pedidos de adiamentos da competição. Áustria e outros países europeus estavam esperando para adiar o torneio em 1936 por causa do contexto econômico marcado pela Grande Depressão.
Em 1938, Jules Rimet, Presidente da FIFA, esperava que a competição fosse disputada em seu país, a França. Argentina e Alemanha também apareceram como candidatas para a organização. A FIFA chegou a questionar a capacidade da França a dispor de instalações suficientes para sediar a competição. Mas em 15 de agosto de 1936, a França foi eleita a nação anfitriã da Copa e teve a responsabilidade da organização do evento.
Candidato para sediar a Copa do Mundo de 1942 que teve de ser cancelada por causa da Segunda Guerra Mundial, o Brasil foi nomeado para organizar a primeira edição depois da guerra, em 1950. No Congresso na cidade de Luxemburgo, em 25 de julho de 1946, foi decidido que o quarto Mundial seria realizado no Brasil. No Congresso, também foi anunciado que a Suíça seria o país sede da Copa do Mundo de 1954. Mais uma vez sem votação, a organização da edição de 1958 foi confirmada para a Suécia, em 23 de junho de 1950, na cidade do Rio de Janeiro, cerca de oito anos antes do início da Copa.[carece de fontes?]
Para o Mundial de 1962, três países foram candidatos para a organização: Argentina, Chile e Alemanha Ocidental. A Alemanha Ocidental se retirou e a FIFA fez uma votação no dia 10 de junho de 1956, em Lisboa, para designar qual dos dois países sul-americanos sediaria a Copa do Mundo de 1962. O Chile venceu por 32 votos a 11. Outra votação foi realizada em Roma, no dia 22 de agosto de 1960 para a próxima edição e a Inglaterra recebeu a responsabilidade de sediar a competição em 1966. Para a Copa de 1970, o Congresso da FIFA continuou alternando entre a Europa e a América. Em 8 de outubro de 1964, em Tóquio, foi decidido que o México seria o país sede em 1970.
Em 6 de julho de 1966, em Londres, o Congresso da FIFA escolheu os três países anfitriões das seguintes edições do torneio. A Alemanha Ocidental e a Espanha foram os únicos candidatos da Europa para as temporadas de 1974 e 1982 do Mundial, respectivamente. Portanto, ficou decidido que os alemães ocidentais sediariam a edição de 1974 e os espanhóis a de 1982. Após as tentativas frustradas para ser sede em 1962 e 1970, a Argentina finalmente ganhou o direito de organizar a Copa do Mundo de 1978.
Escolhida para sediar a Copa de 1986, em 9 de junho de 1974, em Estocolmo, a Colômbia enfrentou problemas financeiros e não sediou o evento. Em 20 de maio de 1983, em Zurique, a candidatura mexicana foi aprovada por unanimidade pelo comitê executivo da FIFA e o México sediou sua segunda Copa do Mundo. Novamente em Zurique, na data de 19 de maio de 1984, a Itália ganhou a votação sobre a União Soviética por 11 a 5 e sediou o Mundial de 1990. Para designar o organizador da Copa do Mundo de 1994, uma nova votação foi realizada em Zurique, em 1988. Os Estados Unidos derrotaram Marrocos e Brasil, fazendo a Copa ficar sem ser sediada na América do Sul desde 1978 e continuar sem nunca ter sido sediada na África. Marrocos foi mais uma vez derrotado quatro anos mais tarde com a escolha da França para a edição de 1998 do Mundial.[carece de fontes?]
Em 31 de maio de 1996, uma candidatura conjunta do Japão e da Coreia do Sul foi proposta e aceita pelo comitê executivo da FIFA. Os dois países asiáticos sediaram a Copa do Mundo de 2002. Foi o primeiro Mundial sediado na Ásia e também a primeira vez em que o torneio teve dois países anfitriões.
Depois de três rodadas de votação, a Alemanha foi designada para organizar a Copa do Mundo de 2006, ganhando da África do Sul por 12 votos a 11. Mais tarde, o país africano seria nomeado para organizar a próxima edição do Mundial, em 2010, vencendo Marrocos, mais uma vez derrotado. A África do Sul se tornou o primeiro país do continente africano a sediar a competição. Com a rotação de continentes, a Copa do Mundo de 2014 foi disputada na América do Sul, o que não ocorria desde 1978, quando a Argentina sediou o torneio. Em 3 de junho de 2003, a Confederação Sul-Americana de Futebol (CONMEBOL) havia anunciado que Argentina, Brasil e Colômbia a se candidataram à sede do evento. Em 17 de março de 2006, as confederações da CONMEBOL votaram de forma unânime pela inscrição do Brasil como seu único candidato. Em 30 de outubro de 2007 a FIFA ratificou o Brasil como país sede da Copa do Mundo de 2014. No dia 2 de dezembro de 2010, as edições de 2018 e 2022 foram, respectivamente, atribuídas à Rússia e ao Catar, que sediarão o Mundial pela primeira vez. Será a primeira vez do Leste Europeu e do Oriente Médio a receber a competição. No dia 13 de junho de 2018, foi eleita a primeira candidatura tripla da história das Copas. Estados Unidos, México e Canadá, foram eleitos os países sede da Copa do Mundo de 2026. Em 4 de outubro de 2023, a FIFA anunciou que Espanha, Marrocos e Portugal sediarão a Copa de 2030, porém as três primeiras partidas serão na Argentina, no Paraguai e no Uruguai, como uma homenagem aos cem anos da primeira copa, que foi disputado no país celeste, com isso a 24ª edição será a primeira a ser disputada em seis países e três continentes diferentes.
Em 31 de outubro de 2023, a FIFA anunciou que a Arábia Saudita sediará a Copa de 2034 após a desistência da Austrália no pleito previsto para 2025, sendo a segunda edição a acontecer no Médio Oriente.

### Formato da competição
Enquanto a primeira edição do torneio teve apenas treze seleções, o estabelecimento das eliminatórias foi necessário em 1934 para reter dezesseis equipes entre as trinta nações listadas. O número de países classificados para a Copa do Mundo permaneceu inalterado até 1982, onde passou de 16 para 24 e na edição de 1998, passando de 24 para 32 seleções, e em 2026 vai passar de 32 para 48 seleções. Na segunda edição da Copa, até mesmo a Itália, seleção anfitriã, teve que participar das eliminatórias da Copa do Mundo de 1934. No entanto, o Uruguai decidiu não defender seu título, abdicando de participar do torneio. De 1938 a 2002, o país campeão e o organizador da competição eram automaticamente qualificados. A partir da Copa de 2006, o atual campeão não entrou mais direto no torneio. Assim, o Brasil, campeão em 2002, teve que passar pelas eliminatórias para participar do Mundial de 2006.[carece de fontes?]

#### Eliminatórias
Desde a Copa do Mundo de 1934, as eliminatórias acontecem antes do torneio, a fim de reduzir o número de equipes que competem no Mundial. A ronda preliminar é dividida entre as seis zonas continentais da FIFA (África, Ásia, América do Norte, Central e Caribe, América do Sul, Europa e Oceania), cada uma representada por sua confederação. Para cada edição, a FIFA decide dar o número de vagas para cada uma das áreas continentais. As eliminatórias se iniciam após a realização de um sorteio e os formatos de qualificação variam entre as confederações.[carece de fontes?]

#### O torneio

Logotipo da FIFA.

O torneio disputado em 1930 foi dividido por quatro grupos, onde os campeões de cada grupo realizavam as semifinais da Copa do Mundo. Em 1934 e 1938, a competição foi no mata-mata, onde todas as dezesseis seleções faziam as oitavas de final. O Mundial de 1950, assim como o de 1930, foi dividido por quatro chaves em que a primeira equipe de cada chave se classificava para a fase final. No entanto, a Copa de 1950 foi a única edição do torneio que não teve final. As quatro seleções classificadas jogaram um quadrangular final, ao invés de fazer um mata-mata, onde seriam feitas duas semifinais e uma final. De 1954 a 1970, eram divididos quatro grupos de quatro países, onde os dois primeiros de cada grupo se classificavam para disputar as quartas de final. Em 1974 e 1978, ainda com dezesseis equipes, eram novamente divididas quatro chaves com quatro seleções, em que os dois primeiros de cada chave se classificavam. Só que ao invés de disputarem as quartas de final, faziam mais duas chaves com quatro seleções. Os campeões de cada grupo faziam a final e os vice-campeões disputavam o terceiro lugar da Copa. Com o aumento do número de seleções de dezesseis para vinte e quatro, a Copa de 1982 foi dividida em seis grupos de quatro times, onde se classificaram os dois primeiros de cada grupo para formarem quatro novas chaves de três equipes, em que os campeões de cada chave fizeram as semifinais do torneio. De 1986 a 1994, a competição era dividida em dividida em seis grupos, sendo que os dois primeiros de cada grupo e os quatro melhores terceiros colocados se classificavam para disputar as oitavas de final. Desde a Copa do Mundo de 1998, trinta e duas seleções participam do certame, divididas em oito chaves de quatro, onde as duas melhores de cada chave passam para as oitavas de final.

#### Evolução do regulamento
Desde 1930, as regras da competição evoluíram. Os jogadores passaram a usar números nas camisas a partir da Copa do Mundo de 1950. Antigamente, as substituições eram feitas somente se um jogador era lesionado. A primeira substituição ocorreu na década de 1950, durante uma fase de teste e era limitada nos primeiros 40 minutos de jogo. Desde a Copa de 1970, as substituições podem ser feitas por qualquer motivo. As equipes, então, tinham o direito de fazer duas mudanças. A primeira substituição foi entre os soviéticos Viktor Serebryanikov e Anatoliy Puzach. O segundo citado entrou no lugar de seu colega de seleção na partida entre México e União Soviética, disputada em 31 de maio de 1970, na qual acabou 0 a 0 e era válida pelo Mundial daquele ano.
Na Copa do Mundo de 1994, a vitória passou a valer três pontos, sendo que anteriormente valia dois. Nessa edição do torneio, também o recuo de bola começou a poder ser feito só com o peito ou a cabeça para que o goleiro possa agarrar a bola. Se a bola fosse recuada com os pés, o goleiro só poderia trabalhar com os pés. A regra vale até hoje em dia e o objetivo da proibição foi para desenvolver um jogo mais ofensivo. A partir da Copa de 2002, o número de jogadores convocados para o Mundial passou de 22 para 23.[carece de fontes?]
Em 2010, a FIFA exigiu que a bandeira da FIFA, a bandeira Fair Play da FIFA, a bandeira da confederação e as bandeiras de ambas as seleções adversárias sejam levadas ao estádio em cada jogo da competição. O hino da FIFA deve ser tocado enquanto os dois times entram em campo. Tal como acontece em outras competições internacionais, os hinos nacionais dos dois países são tocados após as equipes estarem alinhadas. Depois, os jogadores apertam as mãos de seus adversários e árbitros.[carece de fontes?]
Em 2018, foi implantado o sistema VAR ou Árbitro de vídeo (em inglês: Video Assistant Referee), considerado por muitos uma grande revolução. Interferência mínima com benefício máximo. Com essa promessa, o sistema, único para todos e com regras universais, só será ativado em quatro situações: gols, cartões vermelhos diretos, pênaltis e confusão de identidade. No caso de gols, será verificado se não houve impedimento ou falta do atacante. Também será examinado se a bola não saiu pela linha de fundo e se toda a sua circunferência cruzou a linha de gol sob a trave. Nos cartões só serão examinados os vermelhos diretos e não importará se o agredido estiver, por exemplo, fora de jogo no momento do incidente. Também se investigará quando houver um jogador caído longe da jogada em que a bola circula.[carece de fontes?]
Quando receber o aviso, o juiz deverá interromper a partida em uma zona neutra. Imediatamente levará uma mão à orelha e estenderá o outro braço para que os jogadores saibam que não podem retomar o jogo. Esse será o sinal de que ele recebeu um alerta. Se considerar necessário repassar a jogada, fará um gesto que simula uma tela de televisão. O mesmo que fará antes de decretar.

### Cerimônias de abertura
Antes de 1970, as cerimônias eram simples com a apresentação dos representantes dos países qualificados para a Copa do Mundo. Desde 1970, elas são mais coloridas e animadas. A Copa de 1970 marcou um ponto de viragem da cerimônia de abertura, que passou a contar com um desfile de jovens jogadores vestidos com as cores das nações qualificadas. Quatro anos mais tarde, no Mundial de 1974, a Alemanha Ocidental organizou uma cerimônia de abertura simples, mas inédita. Os organizadores jogaram balões com flores que se abriram para dar espaço aos bailarinos locais em cada país.
As cerimônias de abertura, em seguida, tornaram-se cada vez mais impressionantes. Em 1982, por exemplo, a cerimônia de abertura da Copa do Mundo foi presidida pela Família Real Espanhola. A Pomba da Paz, de Pablo Picasso, foi o símbolo da cerimônia que transmitiu uma mensagem de paz para o torneio. Mais de 20 000 balões foram soltados ante os 2.200 atletas que estavam vestidos de branco no gramado do Camp Nou, formando uma pomba. Após os discursos oficiais do Presidente da FIFA (João Havelange) e do Rei da Espanha (Juan Carlos da Espanha), a competição começou.
A cerimônia de abertura da edição de 1990 do Mundial ocorreu no Estádio San Siro, que renovado tornou-se Estádio Giuseppe Meazza, mas também conhecido até hoje por San SIro. A presença de quatro chefes de Estado: o Presidente do país organizador, o italiano Francesco Cossiga, o Presidente brasileiro Fernando Collor de Mello, o Presidente Paul Biya, dos Camarões e o Presidente argentino Carlos Menem (os dois últimos, inclusive, assistiram ao jogo inaugural entre as suas respectivas seleções), revelou o crescente interesse na cerimônia. Ginastas mostraram as bandeiras das nações e encaixaram os cinco continentes sobre o gramado. O hino da Copa do Mundo, em seguida, foi ouvido antes de balões serem soltados.
Em 1998, pouco antes do primeiro jogo da Copa do Mundo, um desfile de quatro gigantes foi organizado nas ruas de Paris e televisionado. Cada personagem, de cerca de vinte metros de altura, representou um continente: Ho para a Ásia, Moussa para a África, Pablo para a América e Roméo para a Europa.
Para a cerimônia de abertura da Copa do Mundo de 2006, o ex futebolista brasileiro Pelé e a supermodelo e atriz alemã Claudia Schiffer, exibiram o Troféu da Copa na Allianz Arena, em Munique. Além de Pelé, estavam cerca de outros 150 atletas que já haviam ganho o torneio, presentes para assistir à cerimônia de abertura. Bailarinos coreografaram entrando em campo antes da apresentação das seleções classificadas com uma bandeira de cada país no gramado do estádio.[carece de fontes?]
A Cerimônia de abertura da Copa do Mundo FIFA de 2010 foi realizada em 10 de junho na cidade sul-africana de Joanesburgo, especificamente na província de Soweto, tendo a assistência de mais de 91 000 presentes no Soccer City. O show contou também com a presença de grandes astros da música internacional, como a banda pop Black Eyed Peas, o cantor Somaliano K'naan, os cantores John Legend e Alicia Keys, o rapper R. Kelly, e o cantor Juanes. O show teve seu grande encerramento com a apresentação da cantora Shakira, que apresentou a música-tema da Copa do Mundo escolhida pela FIFA "Waka Waka' (Time For Africa).[carece de fontes?]
A cerimônia de abertura da Copa do Mundo FIFA de 2014 foi encenada na Arena de São Paulo, em São Paulo, com cerca de 25 minutos de duração. O espetáculo, que foi coordenado pela diretora artística belga Daphné Cornez, foi realizado pouco menos de duas horas antes da partida inicial do torneio e representou os recursos naturais brasileiros, além de ritmos nacionais, em especial do norte e do nordeste do país, como frevo, forró e capoeira. No total, cerca de 600 bailarinos participaram da apresentação, que foi dividida em quatro atos. A Cantora Claudia Leitte, Jennifer Lopez e o rapper Pitbull cantaram a canção oficial da copa We Are One.[carece de fontes?]
Em 2018, uma situação em plena abertura da Copa repercutiu no mundo todo. Durante a sua apresentação, o cantor britânico Robbie Williams fez um gesto polêmico e obsceno, diante de 80 mil pessoas e milhões de telespectadores, o cantor mostrou o dedo do meio para uma câmera durante seu show na cerimônia de abertura da Copa do Mundo de 2018, no estádio Luzhniki, em Moscou.
A cerimônia de abertura da Copa do Mundo FIFA de 2022 foi realizada no Estádio Al Bayt, em Al Khor antes da partida entre Catar e Equador. A cerimônia contou com participações de Morgan Freeman, Jungkook e Ghanim Al-Muftah. A cerimônia contou com sete painéis que fundiram as culturas catariana e internacional, mostrando a cultura e os valores do país, a importância de respeitar o outro e a necessidade de mudar o equívoco sobre o mundo árabe. No final, o emir do Catar Tamim bin Hamad al-Thani discursou e adotou um tom de favorecimento da diversidade no discurso, apesar das polêmicas envolvendo a sede do Mundial.

### Estádios

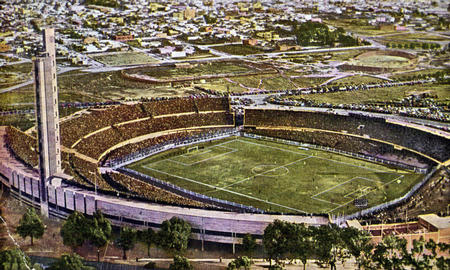
Em 1930, o Estádio Centenário foi palco da primeira final da Copa.

A primeira edição da Copa do Mundo aconteceu em 1930, em três estádios de Montevidéu, capital do Uruguai. Com uma capacidade de mais de 80 mil pessoas, o Estádio Centenário, que era o maior dos três, não estava pronto para o início da competição. Os primeiros jogos, portanto, foram disputados nos estádios Pocitos e Gran Parque Central. O menor público da história dos Mundiais ocorreu na primeira edição do torneio, num encontro entre Romênia e Peru, no Estádio Pocitos, quando apenas 300 espectadores compareceram à partida. A primeira final da história da Copa foi disputada no Estádio Centenário, que recebeu dez jogos daquela edição. Quatro anos mais tarde, a competição aconteceu na Itália, em 1934. As oitavas de final da Copa do Mundo foram jogadas em oito estádios diferentes. A final teve lugar em Roma, no antigo Estádio do Partido Nacional Fascista. O estádio em Turim, que pôde acomodar o maior número de espectadores, 70 mil, tinha o nome de Estádio Mussolini, em homenagem a Benito Mussolini. No Mundial de 1938, na França, o Estádio Olímpico Yves-du-Manoir teve a sua capacidade aumentada para 60 mil lugares, a fim de atender as expectativas da FIFA, que esperava um público tão alto quanto o da copa de quatro anos antes. A organização francesa também reformou e ampliou os oito estádios restantes e 374 937 espectadores assistiram a competição. Para a edição de 1950 da Copa, realizada no Brasil, o Estádio do Maracanã foi construído especialmente para sediar o torneio e bateu o recorde de público. Oficialmente com 199 854 espectadores (sendo 173 850 pagantes), o jogo decisivo entre seleção brasileira e seleção uruguaia não só foi o que mais público teve em uma partida de Copa do Mundo, mas também o que mais teve pessoas num estádio para acompanhar um jogo de futebol em toda a história.

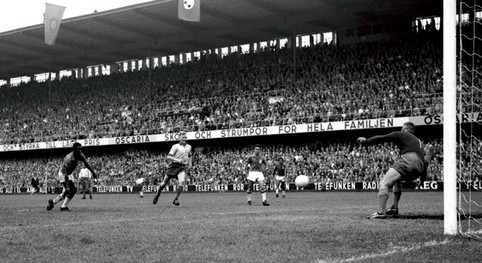
Pelé fazendo um gol na decisão de 1958, no Estádio Råsunda.

Em 1954, a Suíça teve seis estádios disponíveis para o bom funcionamento da competição. A final da Copa do Mundo de 1954 foi jogada no Estádio Wankdorf, em Berna. Na edição seguinte, em 1958, os suecos construíram novos estádios em Malmö e Gotemburgo. O Estádio Råsunda, em Estocolmo, foi reformado a fim de poder receber 50 mil espectadores. A Copa na Suécia teve um total de 821 363 pessoas presentes nas arquibancadas. Em 1962, o Mundial sediado pelo Chile foi disputado em apenas quatro estádios: no Carlos Dittborn, em Arica, no Braden Cooper Co. (atual El Teniente), em Rancagua, no Sausalito, em Viña del Mar e no Nacional de Chile, em Santiago. A final foi jogada no último estádio, que, com uma capacidade de 75 mil espectadores, foi também o lugar onde a seleção chilena disputou quase todas as suas partidas.[carece de fontes?]
A Copa do Mundo de 1966 foi disputada onde o futebol foi criado, na Inglaterra. O Estádio de Wembley, construído em 1923, foi o principal de todos e palco da decisão. A seleção inglesa teve o privilégio de jogar todas as suas partidas nele, desde a primeira fase até a final. Os outros estádios que tiveram grande destaque foram o Goodison Park, o Roker Park e o Hillsborough. Para a edição de 1970 do Mundial, os cinco estádios foram construídos ou modernizados pelo México. Os jogos da Copa foram disputados nos estádios Jalisco, Nou Camp, Cuauhtémoc, Luis Dosal (atual Nemesio Díez) e Azteca. O último citado tinha capacidade para mais de 105 mil espectadores e foi construído para o evento, além de receber a final do torneio. Localizado na Cidade do México, o Azteca abrigou dez jogos em 1970 e nove em 1986, onde a Copa também foi no México. Com um total de dezenove partidas, o Azteca detém o recorde de maior número de jogos disputados em um mesmo estádio na história dos Mundiais.

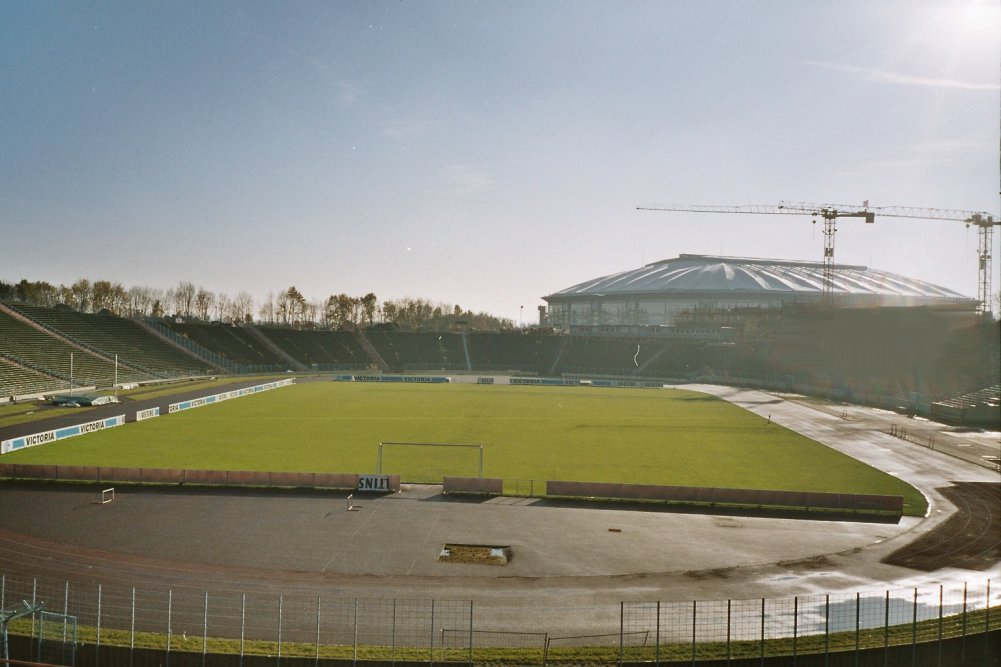
O Parkstadion foi construído em virtude do Mundial de 1974.

Em 1974, a Alemanha Ocidental contou com nove estádios para organizar a competição. Parkstadion e Westfalenstadion foram construídos para o evento, já os outros sete foram reformulados. Um novo recorde de espectadores presentes nos estádios foi batido, com 1 774 022 pessoas nas arquibancadas. Na edição seguinte, em 1978, na Argentina, não foi batido o recorde de público nos estádios, com 1 729 292 espectadores, mas foram vendidos 88% dos ingressos disponíveis, contra 72% quatro antes, na Alemanha Ocidental.
A Copa do Mundo de 1982 teve lugar na Espanha. A organização espanhola bateu o recorde de número de estádios para o torneio. Foram dezessete, em quatorze cidades diferentes. A final da Copa foi no Estádio Santiago Bernabéu, do Real Madrid. Para o Mundial de 1986, os estádios mais utilizados foram os mesmos que sediaram a Copa de 1970. O Azteca novamente recebeu a final da competição. Em 1990, os italianos ocuparam doze estádios para sediar o Mundial. A decisão foi no Olímpico de Roma, onde 73 606 espectadores viram a Alemanha Ocidental conquistar a Copa do Mundo.[carece de fontes?]
Os Estados Unidos converteram os estádios de futebol americano em estádios de futebol para a Copa do Mundo de 1994. Isso lhes permitiu vencer o comparecimento recorde de uma edição do torneio, com 3 587 538 espectadores para ver cinquenta e dois jogos, uma média de 68.991 pessoas por jogo. A final foi disputada no Rose Bowl, com um público de 94 194 espectadores. Em 1998, a França construiu o Stade de France para sediar a final da competição. Os outros estádios foram reformados e modernizados. A capacidade do Stade Vélodrome, que acolheu uma semifinal, foi aumentada para 60 mil lugares. A decisão do terceiro lugar foi jogada no Parc des Princes. O Mundial de 2002 foi disputado em 20 estádios diferentes, divididos igualmente entre os dois países anfitriões, Coreia do Sul e Japão. A maioria dos estádios foram construídos para a competição. O Estádio Internacional de Yokohama acolheu a final, onde 69 029 espectadores estiveram presentes. A Copa do Mundo de 2006, na Alemanha, contou com doze estádios. A Allianz Arena foi construída especialmente para o torneio. A final ocorreu no Estádio Olímpico de Berlim, que foi remodelado. Na edição de 2010 do Mundial, na África do Sul, quatro dos dez estádios foram construídos para receber o evento. A decisão foi jogada no Soccer City, em Joanesburgo.[carece de fontes?]
Na década de 2000, as construções dos estádios foram objetos de especificações rigorosas aprovadas pela FIFA para garantir que os estádios estivessem aprovados para hospedar a competição. O Maracanã é o estádio que mais recebeu espectadores em uma partida de Copa do Mundo e o Mundial de 1950 bateu o recorde de público nas arquibancadas. Em 1966, na Inglaterra, o recorde da Copa de 1950 foi quebrado e durou até a Copa de 1994, nos Estados Unidos, que conseguiram reunir mais espectadores.[carece de fontes?]
Às vezes, a pouca utilização dos estádios após o Mundial tem sido criticada, como na África do Sul, que depois da Copa de 2010 também vem sofrendo com outros problemas, tais como público baixo e alto custo das manutenções, o que acaba gerando um grande prejuízo. No entanto, muitos estádios, como os da Alemanha, que sediou o Mundial de 2006, têm tido benefício, já que são utilizados com muita frequência e geram bastante espectadores, como por exemplo a Allianz Arena, que foi construída para sediar a Copa do Mundo e é sempre utilizada por dois clubes locais, Bayern de Munique e Munique 1860.

#### Público nos estádios
| Edição | Partidas | Público Total | Menor público                       | Menor público    | Menor público | Maior público                   | Maior público    | Maior público | Média de público |
| ------ | -------- | ------------- | ----------------------------------- | ---------------- | ------------- | ------------------------------- | ---------------- | ------------- | ---------------- |
| 1930   | 18       | 434,500       | Romênia x Peru                      | 1ª Fase          | 300           | Uruguai x Iugoslávia            | Semifinal        | 79,867        | 24,139           |
| 1934   | 17       | 358,000       | Alemanha x Suécia                   | Quartas de final | 3,000         | Itália x Áustria                | Semifinal        | 60,000        | 21,059           |
| 1938   | 18       | 483,000       | Suécia x Cuba                       | Quartas de final | 6,846         | França x Itália                 | Quartas de final | 58,455        | 26,833           |
| 1950   | 22       | 1,043,500     | Suíça x México                      | 1ª Fase          | 3,580         | Uruguai x Brasil                | Final            | 199,854       | 47,432           |
| 1954   | 26       | 889,500       | Turquia x Coreia do Sul             | 1ª Fase          | 3,000         | Hungria x Alemanha Ocidental    | 1ª Fase          | 65,000        | 34,212           |
| 1958   | 35       | 919,580       | Irlanda do Norte x Tchecoslováquia  | 1ª Fase          | 6,196         | Suécia x Brasil                 | Final            | 49,737        | 26,274           |
| 1962   | 32       | 899,074       | Argentina x Bulgária                | 1ª Fase          | 7,134         | Brasil x Chile                  | Semifinal        | 76,500        | 28,096           |
| 1966   | 32       | 1,635,000     | Chile x Coreia do Norte             | 1ª Fase          | 15,887        | Inglaterra x França             | 1ª Fase          | 98,270        | 51,094           |
| 1970   | 32       | 1,603,975     | Israel x Suécia                     | 1ª Fase          | 9,624         | México x Bélgica                | 1ª Fase          | 108,192       | 50,127           |
| 1974   | 38       | 1,774,022     | Alemanha Oriental x Austrália       | 1ª Fase          | 10,000        | Alemanha Ocidental x Chile      | 1ª Fase          | 83,168        | 46,685           |
| 1978   | 38       | 1,546,151     | Escócia x Irã                       | 1ª Fase          | 7,938         | Argentina x Itália              | 1ª Fase          | 71,712        | 40,688           |
| 1982   | 52       | 2,109,723     | Peru x Camarões                     | 1a Fase          | 11,000        | Argentina x Bélgica             | 1ª Fase          | 95,500        | 40,572           |
| 1986   | 52       | 2,393,031     | Hungria x Canadá                    | 1ª Fase          | 13,800        | Argentina x Alemanha Ocidental  | Final            | 114,600       | 46,020           |
| 1990   | 52       | 2,516,348     | Iugoslávia x Emirados Árabes Unidos | 1ª Fase          | 27,833        | Alemanha Ocidental x Iugoslávia | 1ª Fase          | 74,765        | 48,391           |
| 1994   | 52       | 3,587,538     | Nigéria x Bulgária                  | 1ª Fase          | 44,132        | Brasil x Itália                 | Final            | 94,194        | 68,991           |
| 1998   | 64       | 2,785,100     | Paraguai x Bulgária                 | 1ª Fase          | 27,650        | Brasil x França                 | Final            | 80,000        | 43,517           |
| 2002   | 64       | 2,705,197     | Espanha x Paraguai                  | 1ª Fase          | 24,000        | Alemanha x Brasil               | Final            | 69,029        | 42,269           |
| 2006   | 64       | 3,359,439     | Irã x Angola                        | 1ª Fase          | 38,000        | Alemanha x Argentina            | Quartas de final | 72,000        | 52,491           |
| 2010   | 64       | 3,178,856     | Nova Zelândia x Eslováquia          | 1ª Fase          | 23,871        | Países Baixos x Espanha         | Final            | 84,490        | 49,670           |
| 2014   | 64       | 3,429,873     | Rússia x Coreia do Sul              | 1ª Fase          | 37,603        | Alemanha x Argentina            | Final            | 74,738        | 53,592           |
| 2018   | 64       | 3,031,768     | Egito x Uruguai                     | 1ª Fase          | 27,015        | Rússia X Arábia Saudita         | 1ª Fase          | 78,011        | 47,371           |
| 2022   | 64       | 3,404,252     | Suíça x Camarões                    | 1ª Fase          | 39,089        | Argentina X França              | Final            | 88,966        | 53,191           |
| 2026   | 102      |               |                                     |                  |               |                                 |                  |               |                  |

| Menores públicos | Menores públicos | Maiores públicos                                                                   | Maiores públicos |
| Seleção | Quantidade       | Seleção                                                                            | Quantidade       |
| --- | ---------------- | ---------------------------------------------------------------------------------- | ---------------- |
| Bulgária, Coréia do Sul, Paraguai, Peru, Romênia, Suécia, Tchecoslováquia e Turquia | 2 vezes          | Alemanha e Brasil                                                                  | 7 vezes          |
| Bulgária, Coréia do Sul, Paraguai, Peru, Romênia, Suécia, Tchecoslováquia e Turquia | 2 vezes          | Argentina                                                                          | 6 vezes          |
| Bulgária, Coréia do Sul, Paraguai, Peru, Romênia, Suécia, Tchecoslováquia e Turquia | 2 vezes          | Itália                                                                             | 5 vezes          |
| Alemanha, Angola, Arábia Saudita, Austrália, Camarões, Canadá, Chile, Coréia do Norte, Cuba, Emirados Árabes Unidos, Eslováquia, Espanha, Hungria, Inglaterra, Irã, Irlanda do Norte, Israel, Iugoslávia, México, Nova Zelândia, Países Baixos, Polônia, Rússia e Suíça | 1 vez            | França                                                                             | 3 vezes          |
| Alemanha, Angola, Arábia Saudita, Austrália, Camarões, Canadá, Chile, Coréia do Norte, Cuba, Emirados Árabes Unidos, Eslováquia, Espanha, Hungria, Inglaterra, Irã, Irlanda do Norte, Israel, Iugoslávia, México, Nova Zelândia, Países Baixos, Polônia, Rússia e Suíça | 1 vez            | Chile e Uruguai                                                                    | 2 vezes          |
| Alemanha, Angola, Arábia Saudita, Austrália, Camarões, Canadá, Chile, Coréia do Norte, Cuba, Emirados Árabes Unidos, Eslováquia, Espanha, Hungria, Inglaterra, Irã, Irlanda do Norte, Israel, Iugoslávia, México, Nova Zelândia, Países Baixos, Polônia, Rússia e Suíça | 1 vez            | Áustria, Bélgica, Espanha, Hungria, Inglaterra, Iugoslávia, Países Baixos e Suécia | 1 vez            |

Público pagante na final de cada edição do Mundial
| Edição | Ano  | Estádio                              | Local            | Público pagante |
| ------ | ---- | ------------------------------------ | ---------------- | --------------- |
| I      | 1930 | Estádio Centenário                   | Montevidéu       | 68.346          |
| II     | 1934 | Estádio do Partido Nacional Fascista | Roma             | 55.000          |
| III    | 1938 | Estádio Olímpico Yves-du-Manoir      | Colombes         | 45.000          |
| IV     | 1950 | Estádio do Maracanã                  | Rio de Janeiro   | 173.850         |
| V      | 1954 | Estádio Wankdorf                     | Berna            | 62.500          |
| VI     | 1958 | Estádio Råsunda                      | Solna            | 49.737          |
| VII    | 1962 | Estádio Nacional do Chile            | Santiago         | 68.679          |
| VIII   | 1966 | Estádio de Wembley                   | Londres          | 96.924          |
| IX     | 1970 | Estádio Azteca                       | Cidade do México | 107.412         |
| X      | 1974 | Estádio Olímpico de Munique          | Munique          | 78.200          |
| XI     | 1978 | Estádio Monumental de Núñez          | Buenos Aires     | 71.483          |
| XII    | 1982 | Estádio Santiago Bernabéu            | Madrid           | 90.000          |
| XIII   | 1986 | Estádio Azteca                       | Cidade do México | 114.600         |
| XIV    | 1990 | Estádio Olímpico de Roma             | Roma             | 73.603          |
| XV     | 1994 | Rose Bowl                            | Pasadena         | 94.194          |
| XVI    | 1998 | Stade de France                      | Saint-Denis      | 80.000          |
| XVII   | 2002 | Estádio Internacional de Yokohama    | Yokohama         | 69.029          |
| XVIII  | 2006 | Estádio Olímpico de Berlim           | Berlim           | 69.000          |
| XIX    | 2010 | Soccer City                          | Joanesburgo      | 84.490          |
| XX     | 2014 | Estádio do Maracanã                  | Rio de Janeiro   | 74.738          |
| XXI    | 2018 | Estádio Lujniki                      | Moscou           | 78.011          |
| XXII   | 2022 | Estádio Nacional de Lusail           | Lusail           | 88,966          |
| XXIII  | 2026 | New York New Jersey Stadium          | East Rutherford  |                 |

### Bola

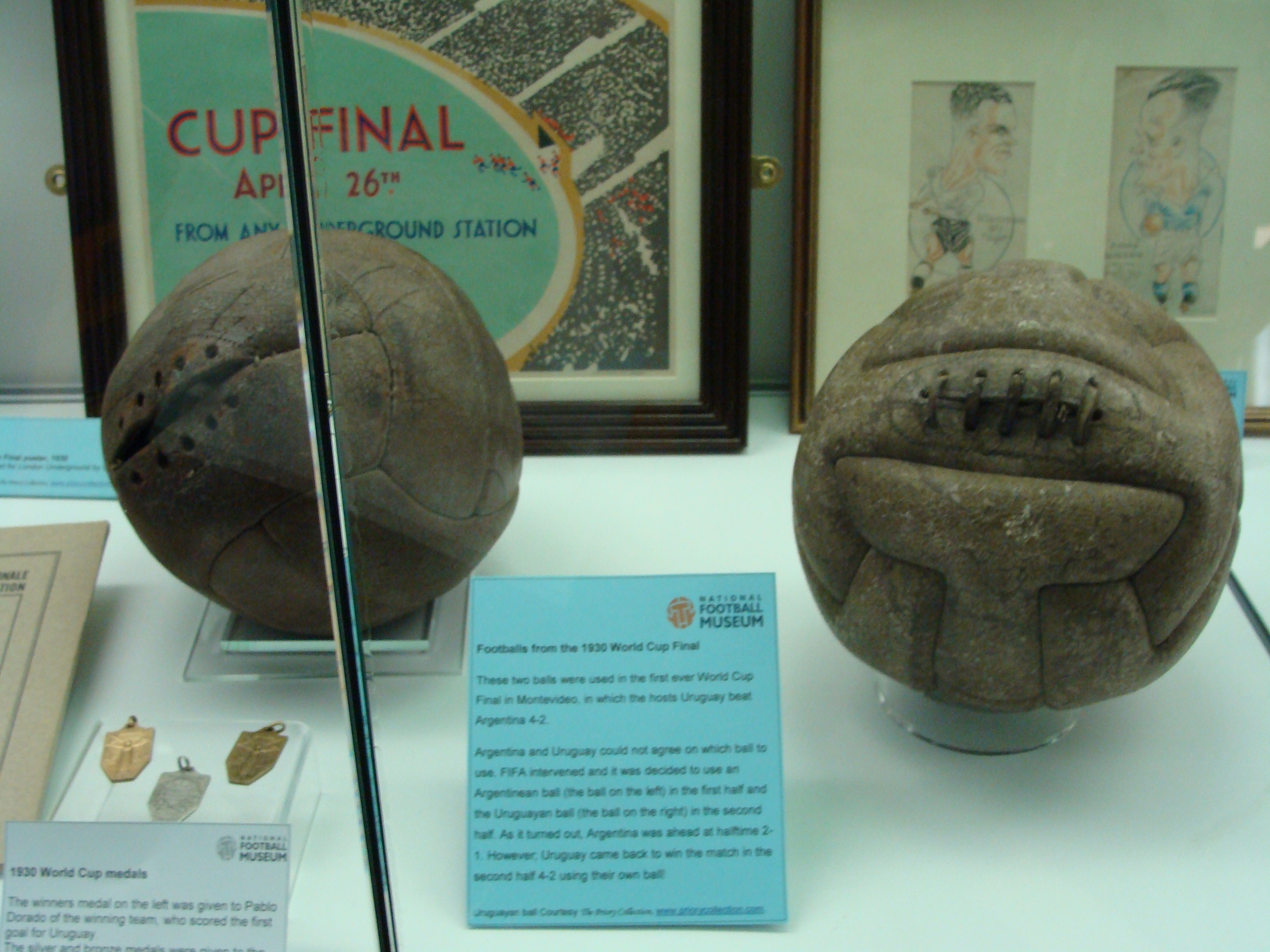
Tiento (esquerda) e Modelo T, as duas bolas utilizadas na primeira final do torneio.

Na primeira decisão da Copa do Mundo, em 1930, cada seleção levou uma bola. No final, a única forma para resolver o impasse foi que os times concordassem em usar a bola argentina (Tiento) no primeiro tempo e a bola uruguaia (Modelo T) no segundo. A partir da edição de 1934, o mesmo modelo de bola passou a ser usada para todas as partidas. Em 1962, a Adidas foi escolhida para fornecer a bola e lançou a edição Mr. Crack. Após a Copa de 1966, onde a fabricante inglesa Slazenger lançou a bola Challenge 4-Star, a empresa alemã Adidas tornou-se a fornecedora exclusiva da bola da Copa do Mundo FIFA, lançando um novo modelo de bola com um nome para cada edição do Mundial. A Telstar e a Telstar Durlast foram as bolas das Copas de 1970 e 1974, respectivamente. Na edição de 1978 do Mundial, a Tango foi usada, sendo substituída em 1982 pela Tango España. A bola Azteca, da Copa de 1986, foi a primeira da competição completamente sintética. A bola da edição de 1990 foi nomeada Etrusco Unico. A Questra, de 1994, foi apreciada pelos jogadores de linha e criticada pelos goleiros. A Tricolore, da edição de 1998, apresentou as cores do país anfitrião, a França, com uma bola azul e branca. Ela foi feita no Marrocos e na Indonésia. A Fevernova, do Mundial de 2002, teve um design inteiramente baseado na cultura asiática, já que naquele ano Coreia do Sul e Japão sediaram a Copa. A bola Teamgeist, da Copa do Mundo de 2006, foi inovadora. Impermeável, ela permitiu manter o mesmo peso do início ao fim de uma partida do Mundial de 2006, independentemente das condições meteorológicas. Na edição de 2010, a Jabulani foi a bola do torneio. Jabulani significa «comemorar» na língua zulu. A bola de onze cores foi muito criticada, principalmente por poder mudar várias vezes sua trajetória durante um chute.
Já a bola da Copa do Mundo FIFA de 2014 no Brasil, teve o nome de Brazuca. A FIFA, o Comitê Organizador Local e a Adidas revelaram no dia 2 de setembro de 2012 o nome oficial da bola, que foi escolhido após uma votação que contou com a participação de mais de um milhão de torcedores brasileiros, na qual "Brazuca" atingiu 77,8% dos votos do público. Essa foi a primeira vez em que os torcedores estiveram diretamente envolvidos na escolha do nome da bola da Copa do Mundo da FIFA. De acordo com a FIFA, "Brazuca é um termo informal, utilizado pelos brasileiros para descrever o orgulho nacional pelo estilo de vida do país. Simboliza emoção, orgulho e boa vontade com todos, de forma semelhante à abordagem local ao futebol". Para definir o nome da bola oficial da Copa do Mundo FIFA de 2018, a inspiração da bola foi na Telstar, bolas oficiais das Copas de 1970 e 1974. Sendo lançado em 9 de novembro de 2017, a bola oficial foi batizada de Telstar 18.Já a bola oficial da Copa do Mundo FIFA de 2022, a bola oficial foi batizada de Al Rihla, que significa "A  Jornada" na língua árabe. Ela foi lançada no dia 30 de março de 2022 e veio com uma nova tecnologia: Um sensor dentro da bola que detecta automaticamente quando o jogador está impedido. Este sensor, posicionado no centro da bola, envia os dados para a sala de operações de vídeo 500 vezes por segundo, permitindo uma detecção muito precisa do ponto do chute.[carece de fontes?]

### Arbitragem

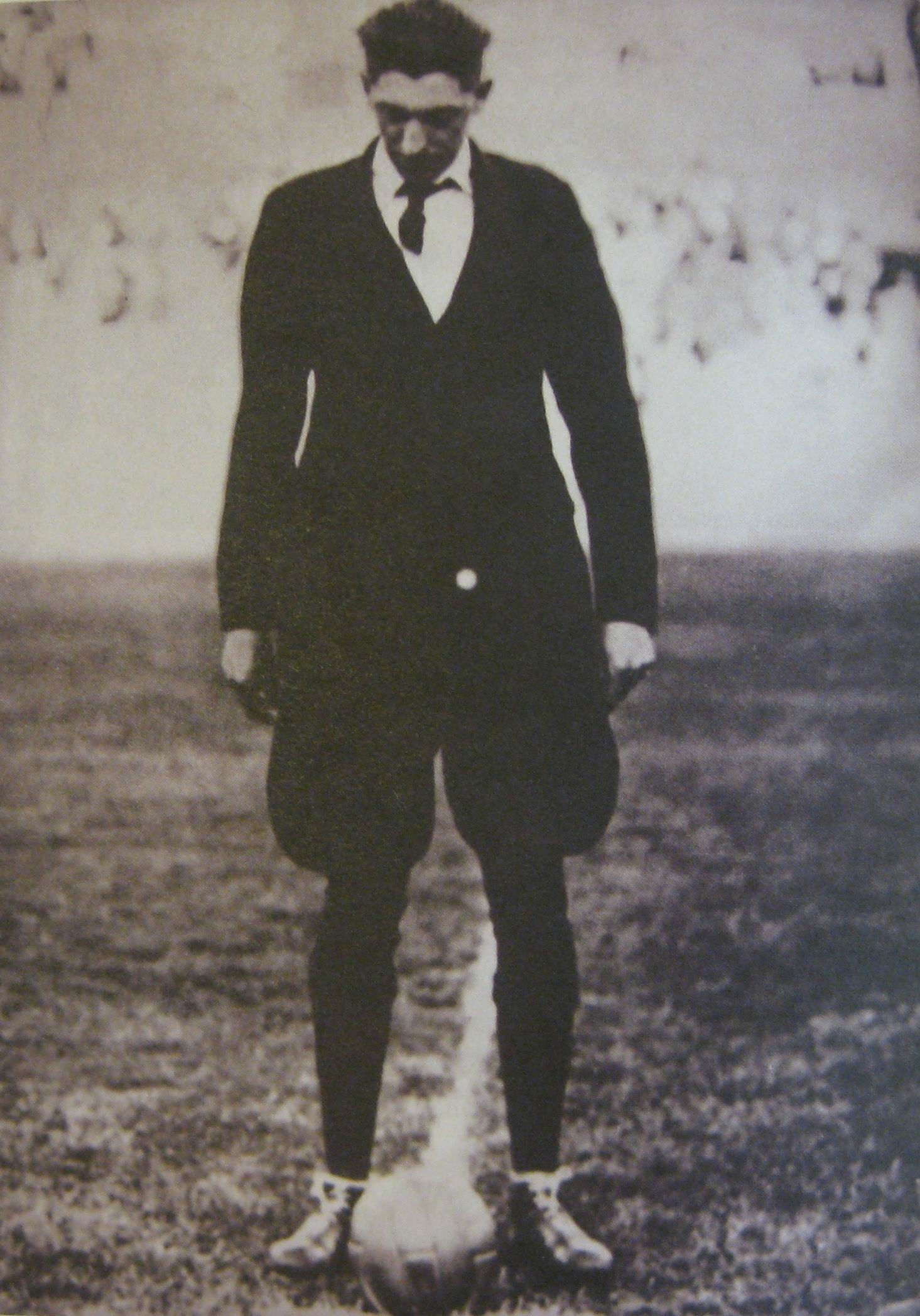
John Langenus foi o árbitro da primeira final da Copa do Mundo.

Apitar uma partida de Copa do Mundo é difícil. As diferenças de culturas estão presentes também para os árbitros. Desde a primeira edição, em 1930, houve brigas generalizadas. Antigamente não existiam cartões, os árbitros só podiam excluir os jogadores. O juiz belga John Langenus (que apitou a primeira final da Copa do Mundo), no ríspido jogo entre Argentina e Chile, pela primeira fase do Mundial de 1930, após uma grande confusão, afirmou: "Na Europa, eu teria excluído os vinte e dois jogadores. Na América, aquilo era quase natural. Finalmente, após a intervenção da polícia montada, o jogo pôde terminar normalmente." A interpretação das regras difere de acordo com os árbitros e por causa de questões de equidade.
Os cartões amarelos e vermelhos foram criados durante a Copa do Mundo de 1970, quatro anos após o caso com o capitão argentino Antonio Rattín, que se recusou a deixar o campo, conforme solicitado pelo alemão Rudolf Kreitlein. Contra a Inglaterra, o atleta argentino teve que ser escoltado por policiais para sair de campo. Domingo, 31 de maio de 1970, o também árbitro alemão Kurt Tschenscher deu o primeiro cartão da história do Mundial, durante a partida entre México e União Soviética. O soviético Yevgeniy Lovchev, número 6 de sua seleção, recebeu cartão amarelo em jogo que terminou 0 a 0. O primeiro cartão vermelho foi recebido pelo chileno Carlos Caszely, contra a Alemanha Ocidental, no dia 14 de junho de 1974. O juiz turco Doğan Babacan foi quem o expulsou e o placar final da partida foi 1 a 0 para a Alemanha Ocidental.
A arbitragem é muitas vezes severamente criticada por erros e controvérsias, podendo alterar o andamento de jogos decisivos. No Mundial de 1962, a Espanha vencia o Brasil por 1 a 0, quando o árbitro Sergio Bustamante, do Chile, não marcou um pênalti de Nílton Santos no espanhol Enrique Collar, onde, após o lance, Nílton se colocou um pouco para frente e o juiz marcou falta fora da área. Na sequência, após a cobrança da falta, onde a bola foi levantada para a área, Joaquín Peiró marcou de bicicleta para os espanhóis, mas o juiz novamente se equivocou, anulando erroneamente o gol. Na edição de 1966 da Copa, a Inglaterra, nação anfitriã, fez o terceiro gol contra a Alemanha Ocidental quando o jogo estava na prorrogação e empatado por 2 a 2. Geoff Hurst chutou a bola, que bateu no travessão e depois na linha da goleira, mas o árbitro suíço Gottfried Dienst validou o gol que não houve após consultar o assistente azeri Tofiq Bahramov. Em 1982, quando Alemanha Ocidental e França empatavam por 1 a 1, o goleiro alemão ocidental Harald Schumacher cometeu um pênalti violento no francês Patrick Battiston, que teve concussão cerebral e perdeu dois dentes, mas o juiz neerlandês Charles Corver não marcou nada. No Mundial de 1986, disputado no México, o árbitro tunisiano Ali Bin Nasser não assinalou mão do argentino Diego Maradona nas quartas de final contra a Inglaterra. Maradona utilizou a mão para superar o goleiro Peter Shilton e depois fazer o gol, que mais tarde seria apelidado de la Mano de Dios. Em 2002, mais uma seleção anfitriã foi favorecida. A Coreia do Sul, que sediou o Mundial ao lado do Japão, viu a Espanha fazer dois gols legítimos contra si, mal anulados pelo juiz Gamal Al-Ghandour, do Egito. No Mundial de 2006, o jogador croata Josip Šimunić recebeu três cartões amarelos para ser expulso contra a Austrália. O árbitro inglês Graham Poll deu o primeiro cartão aos 17 minutos do segundo tempo e em seguida, aos 45 da etapa final, mas se esqueceu de expulsá-lo. Três minutos depois, nos acréscimos, Šimunić cometeu outra falta e recebeu seu terceiro cartão amarelo na partida, sendo só então expulso. Na Copa da África do Sul, em 2010, mais uma vez a arbitragem errou. Após o inglês Frank Lampard fazer o gol de empate contra a Alemanha, o árbitro uruguaio Jorge Larrionda não validou o tento, mas a bola havia passado da linha.

## Símbolos

### Troféu

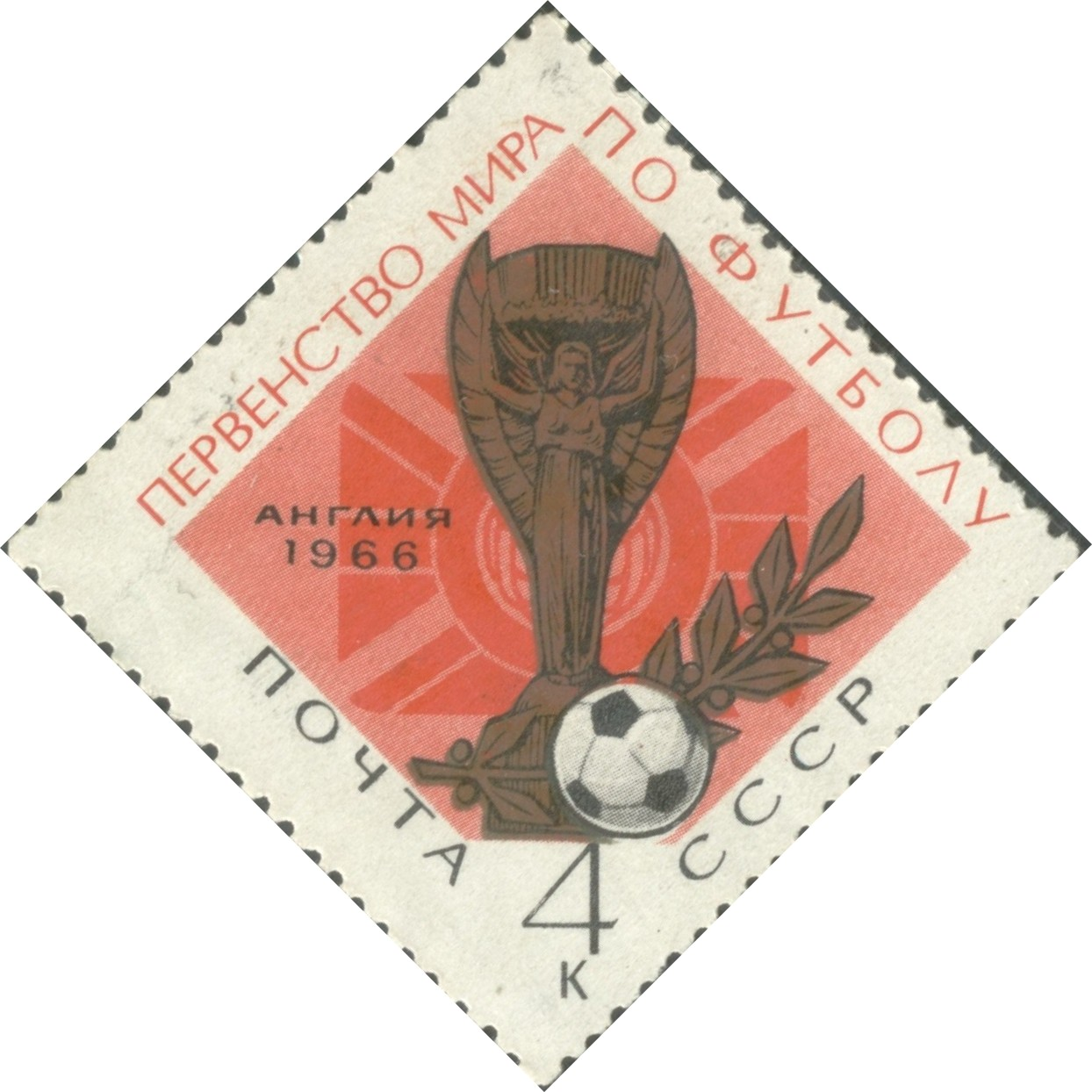
Selo soviético em homenagem a Copa do Mundo FIFA de 1966 com a Taça Jules Rimet.

De 1930 a 1970, a Taça Jules Rimet foi concedida aos vencedores do torneio. Nomeado em 1946 em homenagem ao então Presidente da FIFA, o francês Jules Rimet, o troféu foi feito pelo escultor Abel Lafleur, compatriota de Rimet, antes da primeira edição da Copa do Mundo FIFA. A taça representa Nice, uma deusa grega que personificava a vitória, segurando um cálice octogonal acima dela. A estatueta de ouro fica sobre uma base de pedra. As condições especificadas foram de que quando uma equipe vencesse três vezes o Mundial, o troféu seria mantido em definitivo por ela. O Brasil de Pelé ganhou sua terceira Copa do Mundo em 1970, no México, e permaneceu em definitivo com a Taça Jules Rimet. A seleção brasileira derrotou o Uruguai nas semifinais e a Itália na final. Ambas as nações tinham dois títulos da Copa do Mundo e também buscavam ficar com a Jules Rimet em seus domínios para sempre.[carece de fontes?]
Durante a Segunda Guerra Mundial, o vice-presidente da FIFA, o italiano Ottorino Barassi, manteve o Troféu da Copa do Mundo escondido debaixo de sua cama em uma caixa de sapatos, de modo que os nazistas não se apoderassem dele.
Em 1966, a organização da Copa foi de responsabilidade da Inglaterra, que foi, de fato, guardiã do troféu durante a competição. A taça foi roubada e a Scotland Yard entrou em ação para localizá-la antes do fim do Mundial. Finalmente, um pequeno cão chamado Pickles farejou um pacote enrolado em jornais, colocado em uma lixeira de um jardim público, localizando o troféu.
A seleção brasileira ganhou as Copas de 1958, 1962 e 1970, ficando com o direito de ter a taça Jules Rimet em definitivo no Brasil. Em 1983, ela foi roubada das instalações da CBF (Confederação Brasileira de Futebol). Alguns dias depois, a imprensa noticiou que o troféu havia sido derretido para a venda do seu ouro. Mais tarde, uma réplica foi realizada.
No Mundial de 1974, foi apresentado o Troféu da Copa do Mundo FIFA, criado pelo escultor italiano Silvio Gazzaniga. Ele representa dois atletas segurando o Planeta Terra. A taça pesa 6,175 kg, mede 36,5 cm de altura e é feita com 5 kg de ouro 18-quilates (75%), com um diâmetro 13 cm, contendo duas camadas de malaquita. Os nomes dos países que ganharam o torneio estão gravados na base do troféu. Não se sabe ainda se a FIFA vai retirar a taça após todos os espaços da base serem ocupados; isso só ocorreria no Mundial de 2038.[carece de fontes?]
Antes de cada edição da Copa, o troféu fica em exposição em muitos lugares ao redor do mundo antes de chegar no país anfitrião. Já roubada duas vezes, a taça da Copa do Mundo agora é mais protegida. Apenas campeões do mundo e chefes de Estado podem tocá-la; a exceção é na cerimônia de abertura, onde artistas eventualmente podem pegar o troféu. A taça é de propriedade da FIFA, embora esteja com o país que é o atual campeão.

### Estrelas na camisa

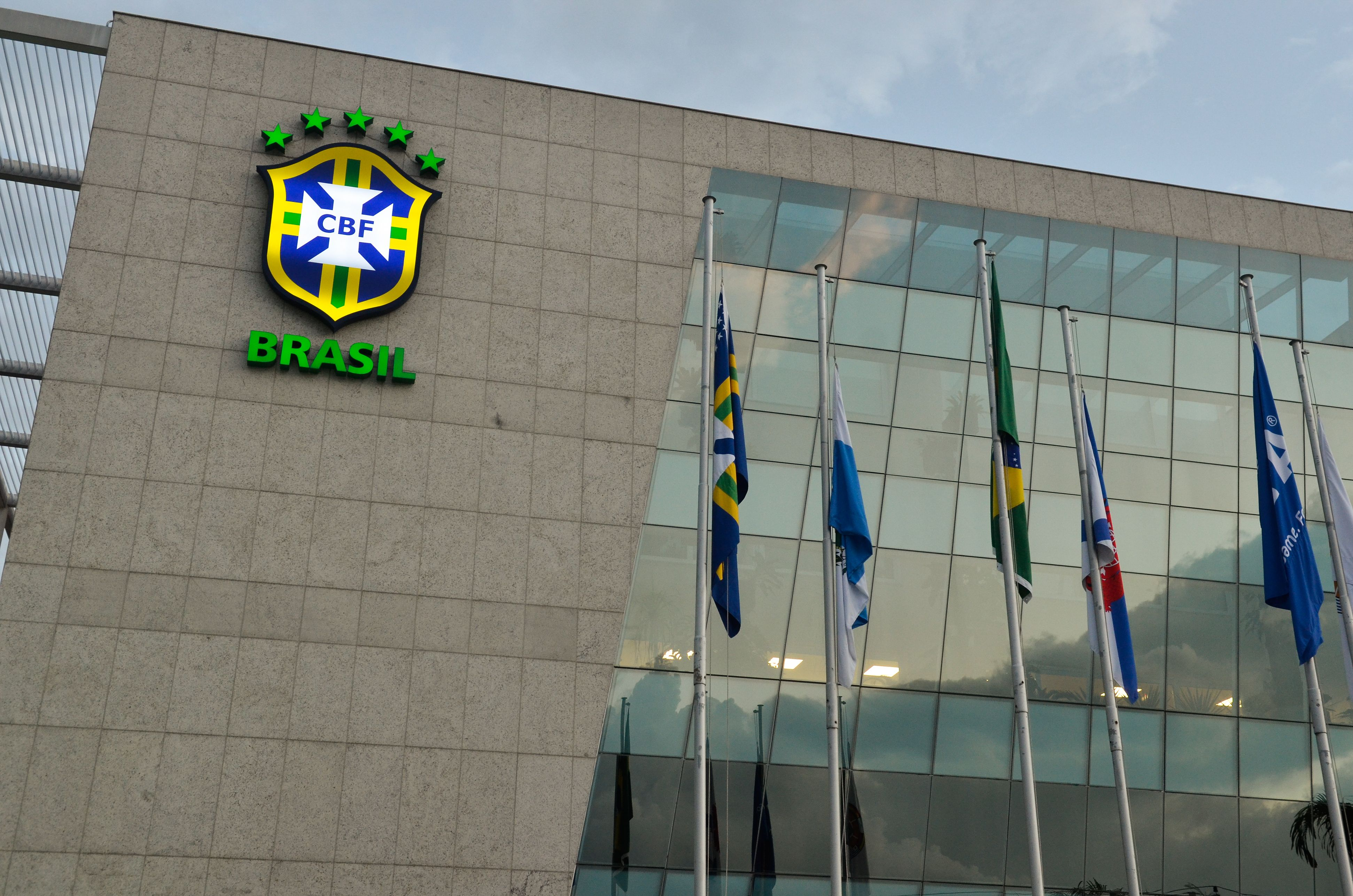
As cinco estrelas na camisa da seleção brasileira na fachada da sede da Confederação Brasileira de Futebol (CBF).

Todos os campeões da Copa do Mundo possuem uma estrela em sua camisa por cada troféu ganho. Sendo assim, o Brasil, que venceu cinco vezes o torneio, possui cinco estrelas em seu escudo. Itália, Alemanha, Argentina, Inglaterra, França e Espanha também possuem uma estrela por cada edição ganha. O Uruguai além das duas estrelas que representam as Copas do Mundo ganhas pela Seleção Uruguaia, aparecem também duas estrelas em referência aos títulos das Olimpíadas de 1924 e 1928, quando a seleção ficou conhecida como Celeste Olímpica.

### Mascotes
A Copa do Mundo recebe uma mascote oficial desde o Mundial de 1966. A primeira mascote da história da Copa foi World Cup Willie, um leão futebolista vestido com uma camisa da bandeira do Reino Unido. Quatro anos mais tarde, em 1970, Juanito, a mascote do Mundial no México, era um menino com um sombrero típico do país-sede, escrito com as palavras "MEXICO 70" e vestido com as cores da seleção mexicana. Em 1974, as mascotes alemãs ocidentais foram Tip e Tap, dois meninos segurando um o ombro do outro, com um deles usando uma camiseta escrita "WM" e outro usando uma escrita "74". Na Copa de 1978, na Argentina, Gauchito foi escolhido como a mascote, um menino gaúcho com um chapéu contendo "ARGENTINA '78", lenço e um chicote, que usava também a camisa da seleção argentina e chuteiras. Essa foi a última mascote humana.[carece de fontes?]

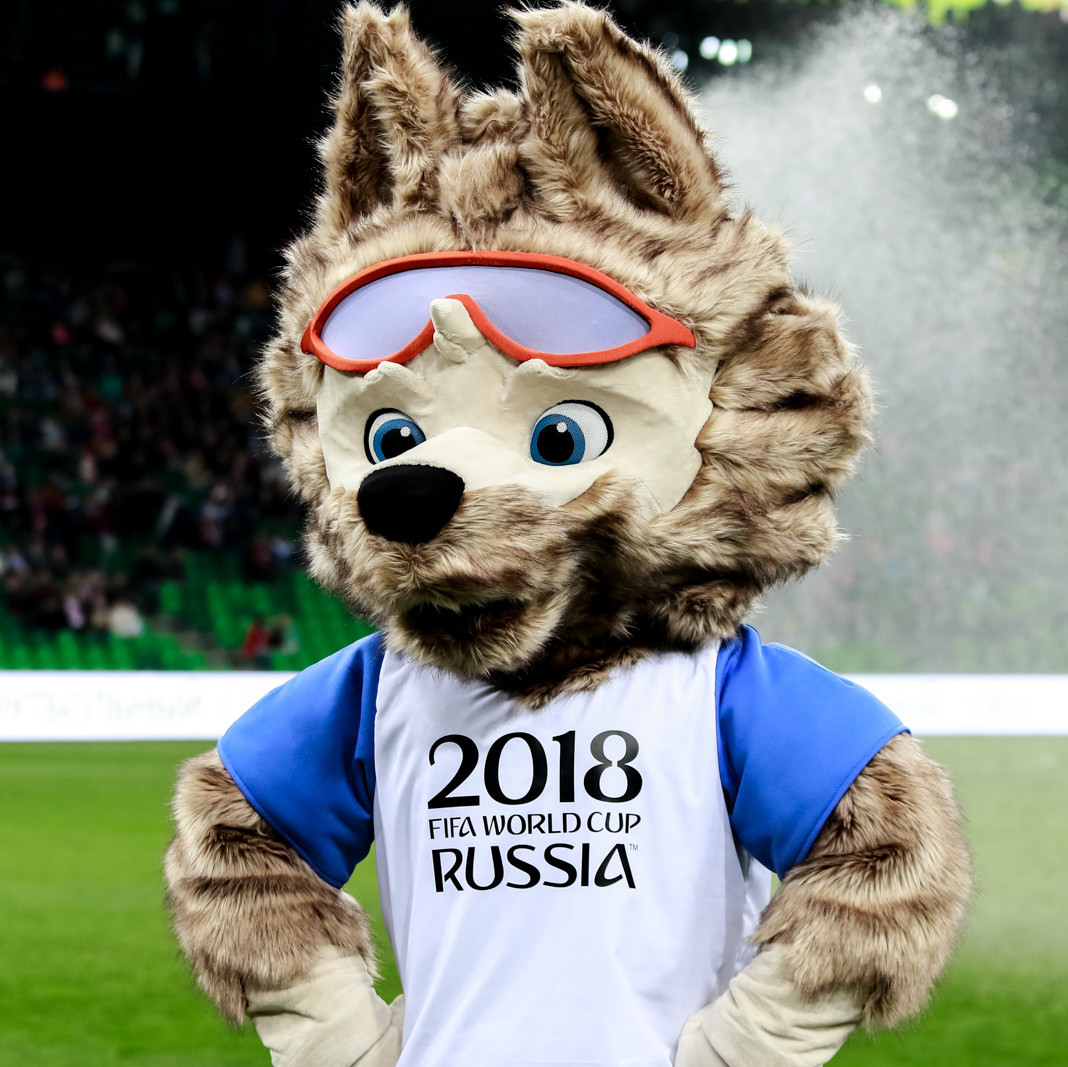
O lobo Zabivaka, foi o mascote da edição de 2018.

A mascote do Mundial da Espanha, em 1982, foi o inovador Naranjito, uma laranja com rosto, segurando uma bola e usando chuteiras. Em 1986, a mascote foi Pique, uma espécie de pimentão, com um sombrero mariachi e uma bola em seu pé direito. Em 1990, a Itália escolheu um objeto de design, Ciao, que representou um futebolista com uma cabeça de bola de futebol e corpo com barras que continham as cores do país-sede. Os Estados Unidos voltaram com uma mascote animal para a Copa de 1994, algo que não ocorria desde 1966. Striker era um cão vestido com as cores da bandeira dos Estados Unidos com uma camiseta escrita "USA 94". Para a Copa do Mundo de 1998, os organizadores escolheram um galo azul chamado Footix, com as palavras "FRANCE 98" em seu peito. Seu nome foi escolhido pelos telespectadores franceses a partir de três propostas. Em 2002, Japão e Coreia do Sul escolheram as mascotes Ato, Kaz e Nik, inspirados em mangás. Goleo VI, um leão de pelúcia, vestido com uma camisa branca com o número 06 desenhado na frente, nunca visto longe de sua companheira, Pille, uma bola falante, foi a mascote do Mundial de 2006, na Alemanha. A mascote da Copa do Mundo de 2010 foi Zakumi, um leopardo de cabelos verdes, vestido com uma camisa branca escrita "SOUTH AFRICA 2010" e calção verde. Seu nome vem de "ZA", abreviação internacional para África do Sul e "kumi", uma palavra que significa "dez" em várias línguas africanas, em referência ao ano do Mundial. O Mascote da Copa do Mundo Brasil 2014 é o Fuleco (união das palavras futebol e ecologia), ele é um tatu-bola (espécie animal de tatu de origem brasileira que fica em formato de bola como proteção).[carece de fontes?]
Para a edição de 2018, o mascote foi o Zabivaka, um lobo antropomórfico cinza que usa uma camiseta com as palavras RÚSSIA 2018 e usa um óculos de esportes laranja. Quem criou o Zabivaka foi a estudante de design Ekaterina Bocharova, e o mascote foi selecionado através da votação pela Internet (no site oficial da FIFA). Os resultados da eleição foram anunciados em 22 de outubro de 2016 no Perviy Kanal. O lobo, denominado Zabivaka que significa «aquele que marca um gol», marcou 57% dos votos, à frente do tigre (27%), o gato com 20% dos votos, foi o terceiro. Mais de 1 milhão de pessoas participaram da votação, que teve lugar durante o mês de setembro de 2016, bem como durante a transmissão ao vivo no Perviy Kanal, onde os resultados do concurso criativo foram anunciados.[carece de fontes?]
O mascote de 2022 foi o La'eeb que significa "Jogador super habilidoso ", é um simpático ghutra antropomórfico. Um ghutra é um lenço de cabeça masculino, tradicional da cultura árabe.
La'eeb foi revelado em uma animação exibida pelo Comitê Organizador Local antes do sorteio dos grupos da Copa do Mundo FIFA de 2022, realizado em Doha, Catar, no dia 1 de abril daquele ano. A animação apresenta um "metaverso" com outros mascotes da Copa, inclusive o mascote da Copa do Mundo FIFA de 2014 no Brasil, Fuleco. Tamim bin Hamad al-Thani subiu ao palco para ser recebido pelo presidente da Fifa, Gianni Infantino, usando um ghutra. Em suas redes sociais, a FIFA publicou: "O mascote oficial da Copa do Mundo FIFA de 2022 está cheio de energia e vai trazer a alegria do futebol para todos. La'eeb acredita que 'Agora é Tudo' e encoraja todos a acreditarem em si mesmos" o diretor geral de marketing e comunicação do comitê organizador local, Khalid Ali Al Mawlawi, disse: "Estamos encantados em revelar La'eeb como o primeiro mascote oficial da Copa do Mundo no Oriente Médio e do mundo árabe".

## Aspectos socioeconômicos

### Custo da competição
O custo da Copa do Mundo varia de uma edição para outra. O preço é normalmente cada vez mais alto. Por exemplo, o custo total de organizar a Copa do Mundo de 1998, na França, foi estimada em cerca de 10 bilhões de francos (1,56 bilhões de euros), dos quais cerca de 7 bilhões foram de investimentos (1,1 bilhão de euros) em instalações desportivas e áreas de serviço, e 3 bilhões (460 milhões) de despesas de organização. O financiamento é fornecido através de finanças públicas (Estado, entidades subnacionais, empresas governamentais) e empresas privadas, patrocinadoras da operação. Esses custos irão também ser eficazes em várias outras áreas como a segurança ou o estabelecimento de uma rede de transporte adaptado. As conformidades com as normas estabelecidas pela FIFA sempre geram grandes despesas. Esse financiamento é também uma vitrine para as empresas que, graças ao evento midiático em todo o mundo, podem esperar um impacto econômico forte.[carece de fontes?]
A Copa do Mundo de 2018, na Rússia, foi a Copa do Mundo mais cara da história. As áreas que mais custaram foram infraestrutura em transportes (R$ 22,7 bilhões) e construção de estádios (R$ 12,7 bilhões). Ao total, estima-se que foram gastos aproximadamente R$ 51 bilhões.

### Efeito no crescimento
A organização do Mundial não é sem consequências econômicas para o país anfitrião. Os muitos investimentos para renovar ou construir estádios e as infraestruturas são consideráveis. Tais investimentos que dizem respeito principalmente as cidades de acolhimento, se espalham por todo o país-sede. No total, mais de um bilhão de euros são investidos na modernização de estádios, melhorias de estradas e diversos meios de transporte. Outras infraestruturas tais como hotéis também estão envolvidas.[carece de fontes?]
A vitória na Copa do Mundo é um fator positivo para o crescimento econômico. Após o sucesso da seleção francesa em 1998, o produto interno bruto (PIB) da França manteve-se em um bom nível de progressão. Ele subiu apenas 2,3% em 1997, contra 3,5% em 1998 e 3,0% em 1999. O impacto do evento é difícil de ser avaliado, por conta de muitos outros fatores relacionados ao crescimento do PIB.[carece de fontes?]
Há falhas relacionadas à competição. A empresa alemã NICI, que produziu a mascote Goleo VI, pediu falência poucas semanas antes do início da Copa de 2006. Economistas alemães também não previam um aumento de 0,3% do PIB.[carece de fontes?]
A organização do Mundial pode também ter pouco efeito sobre o volume de investimentos no país anfitrião. Em 2006 por exemplo, a Alemanha gastou cerca de 1% dos fluxos anuais de investimento do país.
Alguns setores beneficiam-se ao crescer rapidamente graças ao evento. Lojas de esportes e de aparelhos de televisores sempre contam com um forte crescimento de vendas durante a Copa do Mundo.
Para o país anfitrião, o ganho vem principalmente do fluxo de visitantes estrangeiros (a Alemanha faturou com isso 500 000 milhões de euros, segundo projeções da companhia de serviços financeiros Standard & Poor's, dos Estados Unidos). Para os países com realização de desempenho notável, o efeito do aumento da moral da população cria um estímulo na demanda interna e uma melhoria da produtividade do trabalho. De acordo com o INSEE, o efeito da Copa do Mundo no consumo na Alemanha, no entanto, é apenas um apoio temporário para uma tendência com outras explicações. Vitórias e derrotas também capturam variações nos mercados de ações.[carece de fontes?]
Alguns estudos têm mostrado uma consistência relativa em países em desenvolvimento entre os períodos de expansão econômica e de um Mundial bem-sucedido. A análise mais comum é que a vitória eleva a expansão. No entanto, algumas análises, com base no fato de que historicamente as reversões econômicas precedem bons ou maus resultados desportivos, sugerem que é o crescimento econômico que favorece as chances de vitória de uma equipe.
Para o país-sede, a organização do evento é geralmente considerada positiva. Se o aumento do consumo interno é modesto, passando, por exemplo, na Alemanha em 2006, apenas 0,3% durante o trimestre da Copa do Mundo, ele pode ser reforçado por uma dinâmica nacional, como na França em 1998. Além disso, o consumo adicional torna-se parte das importações de produtos estrangeiros e não apenas no consumo dos produtos nacionais. No entanto, um país menos desenvolvido, de "Terceiro Mundo", pode sofrer mais que o esperado para organizar uma Copa do Mundo. Atraso nas obras, greves de operários, desorganização, burocracia demasiada, entre outras coisas do tipo, são problemas geralmente enfrentados por tais países.

### Efeitos sobre o desenvolvimento local
A organização de eventos é um fator de desenvolvimento local. Todas as cidades que hospedam as partidas da Copa do Mundo registraram um excedente de consumo no seu território: alguns pesquisadores falam de uma "economia presencial" ou de uma "economia residencial". Para a ocasião do evento, os países precisam desenvolver infraestrutura. Primeiro, o Mundial pode desenvolver as etapas do país organizador. Além disso, os países de acolhimento têm a oportunidade de desenvolver os meios de transporte. Na edição de 2010 da Copa, na África do Sul, vários meios de transporte foram implementados para mover os espectadores entre as cidades com ônibus e trens.
A organização de uma Copa do Mundo impulsiona o turismo. Turistas ou "residentes não declarados" devem se hospedar, se alimentar, se entreter, e portanto, gastar dinheiro. Isso é excelente para a economia local, que tem vendas superiores do comum nesse período.
Para a Copa de 2006, na Alemanha, cerca de 50 mil empregos foram anunciados, enquanto na África do Sul, foram cerca de 159 mil. Os empregos criados durante a Copa do Mundo não são sempre definitivos. Estima-se que na Alemanha, apenas um terço dos postos de trabalho foram mantidos após o Mundial de 2006. Os principais setores que contrataram empregados, como os de restauração, segurança e merchandising, não continuaram o trabalho após a competição.[carece de fontes?]

#### Patrocinadores

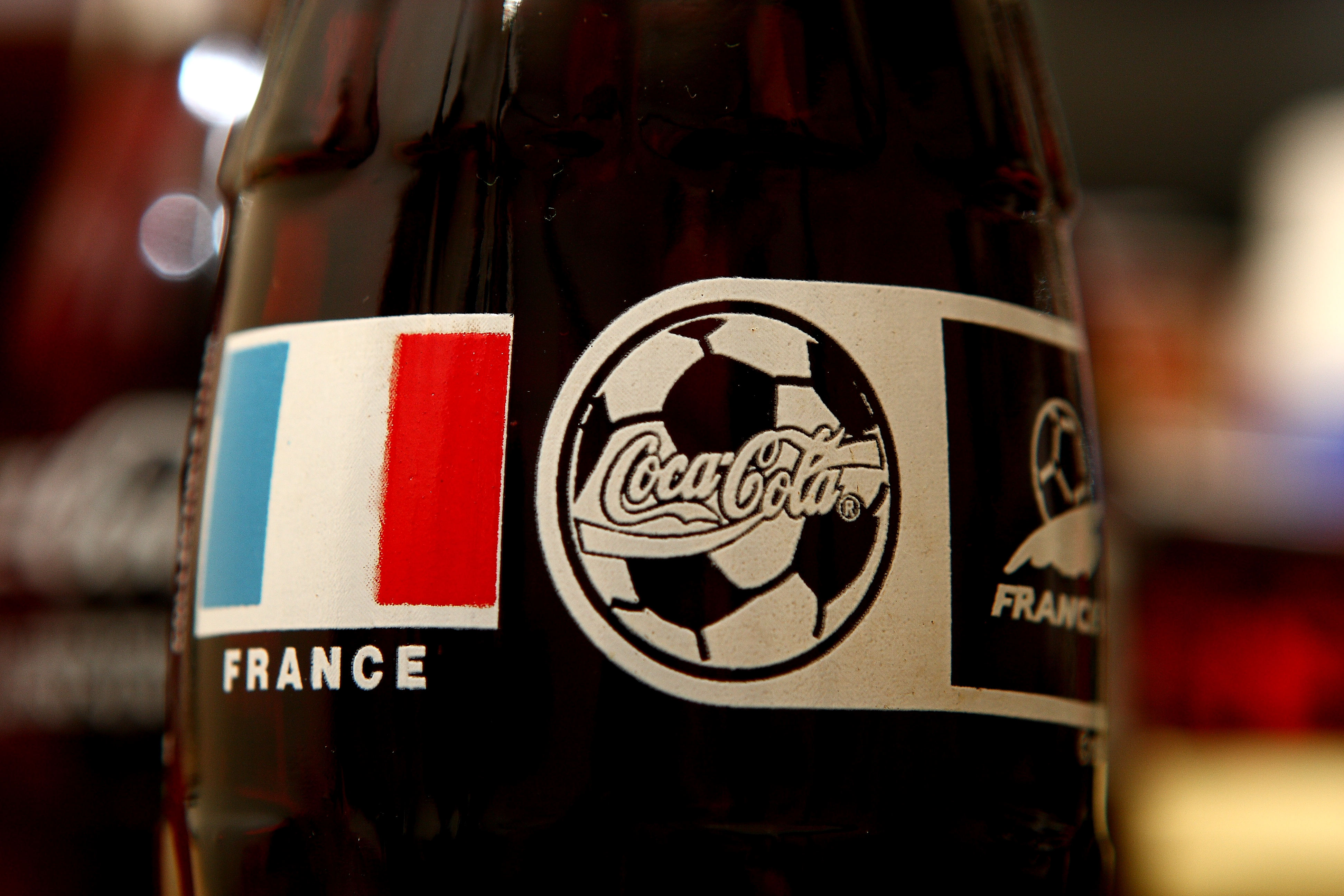
Uma garrafa de Coca-Cola produzida por conta da Copa do Mundo de 1998.

#### Cobertura da mídia

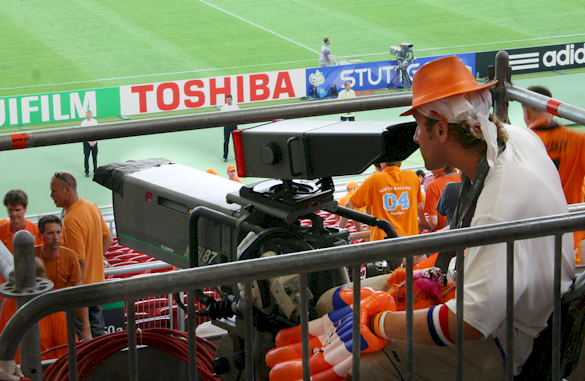
As câmeras de vídeo presentes nos estádios permitem a transmissão televisiva do evento para mais de 200 países.

### Torcida

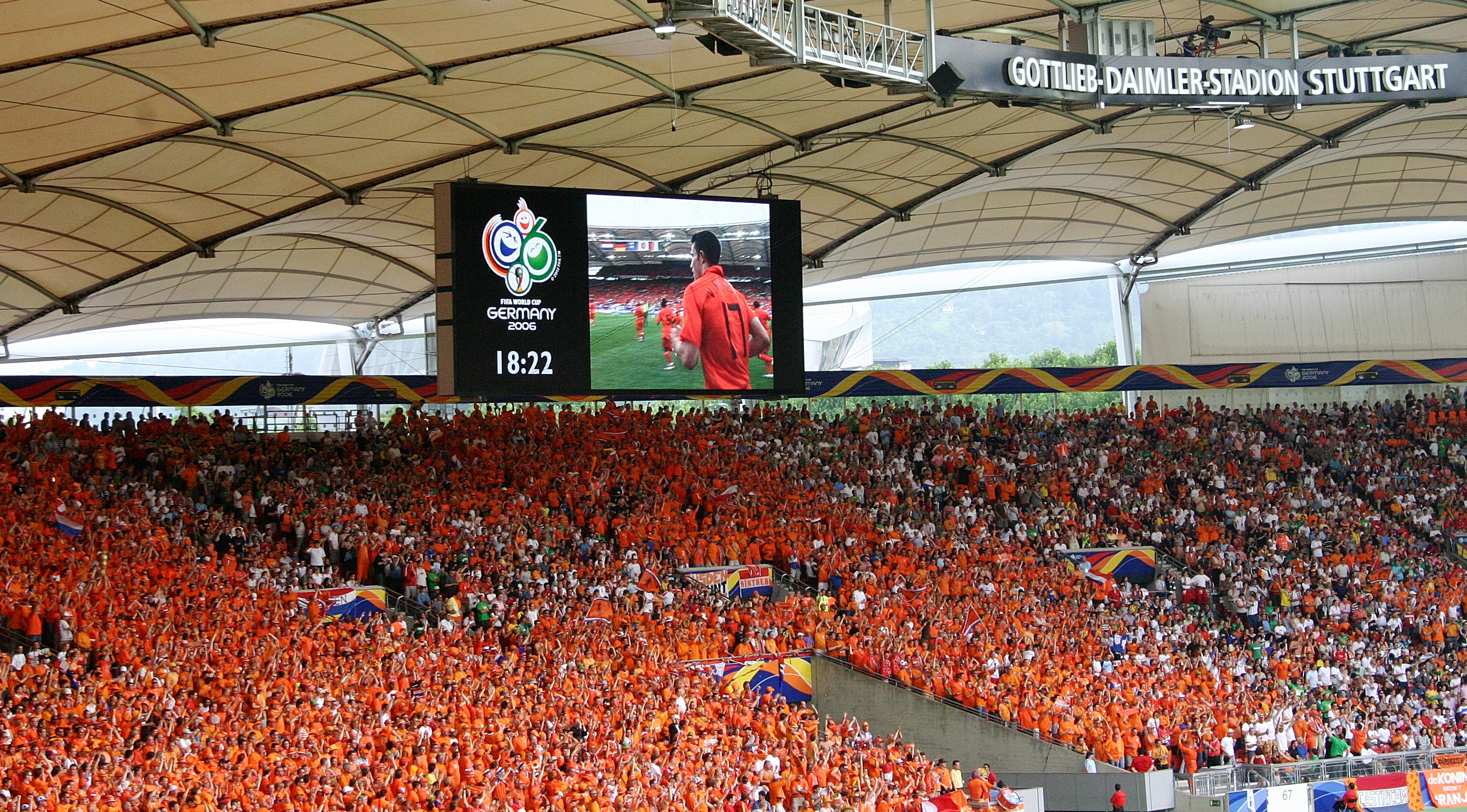
Torcida dos Países Baixos no Mundial de 2006.

### Violências e oposições

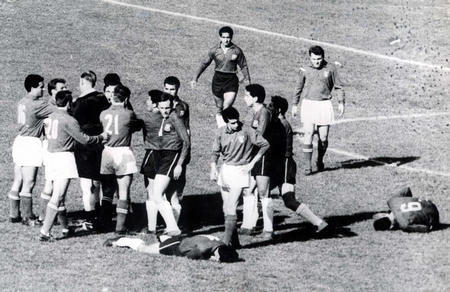
Batalha de Santiago entre Chile e Itália pela Copa de 1962.

## Copa do Mundo na cultura popular

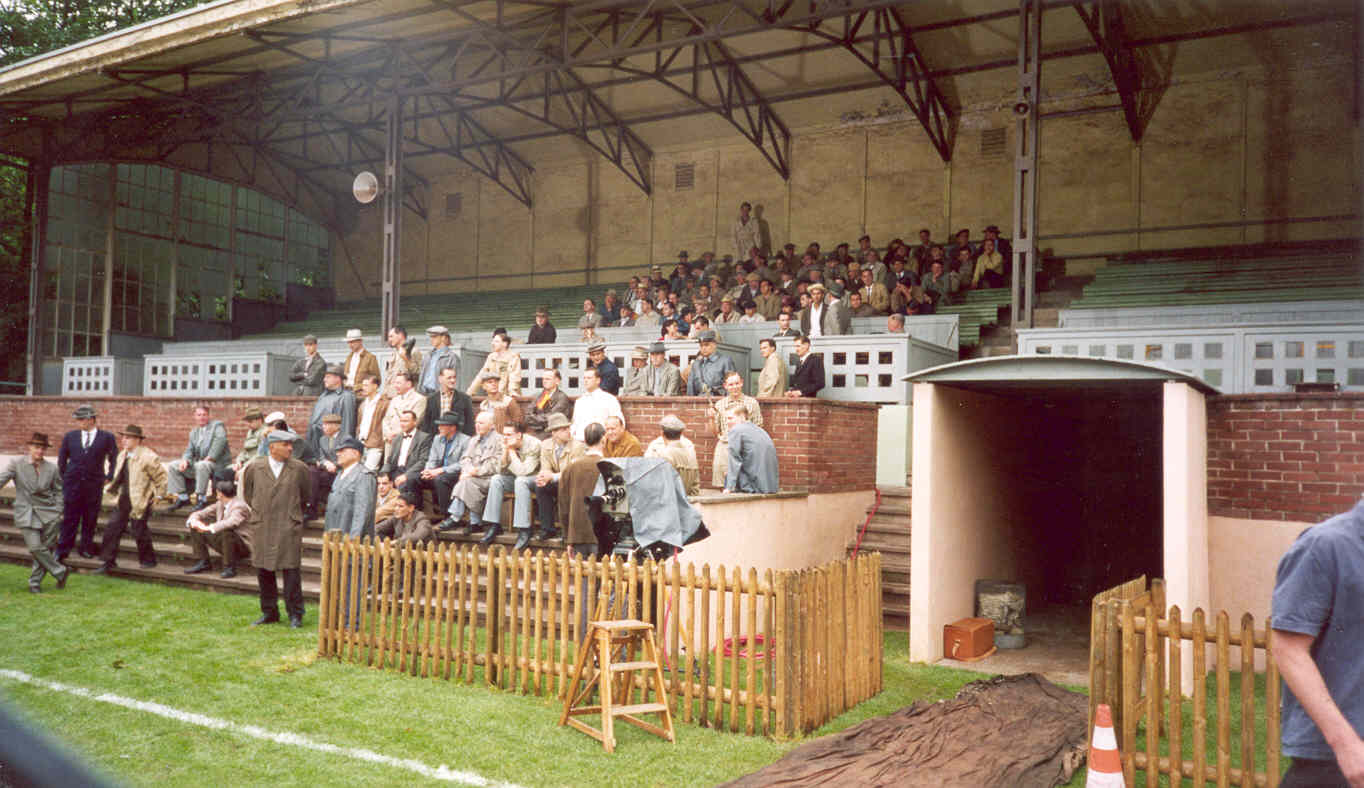
Filmagem de O Milagre de Berna.